# 中村吉右衛門 (2代目)
二代目 中村吉右衛門（なかむら きちえもん、1944年〈昭和19年〉5月22日 - 2021年〈令和3年〉11月28日）は、歌舞伎役者。屋号は播磨屋、定紋は揚羽蝶、替紋は村山片喰。日本芸術院会員、重要無形文化財保持者（人間国宝）。位階は正四位。旭日重光章受章（没後追贈）。公称身長178 → 176cm・体重79kg・血液型B型。ふたご座。俳名：秀山。ペンネーム：松貫四。

## 人物

### 歌舞伎役者として
東京都千代田区出身。暁星小学校、暁星中学校・高等学校卒業。早稲田大学第一文学部仏文学科中退。
3歳から松本流松本幸子、六代目藤間勘十郎に日舞、
小学4年より和田喜太郎に和泉流狂言、杵屋栄二に長唄、藤舎呂船に鳴物、
中学からは竹本小仙に義太夫、大学時には作曲家の半間厳一に声楽を習う。
堂々たる体躯、陰影に富む演技をもって歌舞伎立役の第一人者として活躍。
義太夫狂言、時代物、世話物から新歌舞伎、喜劇にいたるまで全てのジャンルで高い評価を得ている。
「吉右衛門のあとを継ぐ人に、この人が生れて来たのは、まことに天の配剤の妙だ」（浜村米蔵）と評され、「芝居のうまさは現代の歌舞伎役者中では一、二を争う実力」（渡辺保）と買われ、「押しも押されもせぬ見事な座頭役者」（福田恒存）と激賞された。
当たり役も数多く、なかでも、『勧進帳』や『義経千本桜』などでの武蔵坊弁慶役が十八番で、1986年のNHK新大型時代劇『武蔵坊弁慶』でも、主人公・弁慶役を演じた。
また、早くから劇場用映画やテレビドラマへの出演をしていたが、特に『鬼平犯科帳』で演じた主役・鬼平こと長谷川平蔵役の成功によって、お茶の間でもお馴染みの顔となった。

### 趣味・嗜好
子供の頃から絵画やスケッチを描くのが好きで、高校生の時に文人画をやろうと画家に弟子入りしたこともあった。
後年画集を出版したほか、画廊で個展も開き、美術館では展覧会のイヤホンガイドや講演なども行った。好きな画家はモネやセザンヌ。
彼らの絵を見る際には予備知識が必要ないから好きだと話している。ルオーも好きで、NHKの旅番組で本人のアトリエを訪問した。
歌舞伎作者・画家としての筆名は、松 貫四（まつ かんし）。これは祖先にあたる人形浄瑠璃作者・松 貫四（初代）の名跡を踏襲したものである。
2003年頃には、「これからは松貫四としての活動にも力を入れたい」と話し、絵や芝居の制作をそれまで以上に行うようになった。
歌舞伎界では珍しく、クイズが得意であり、クイズ番組（世界ふしぎ発見、わくわく動物ランド、迷宮美術館ほか）に出演する事もあり、しばしばトップ賞を取って博学ぶりを披露した。
初代吉右衛門や実の両親は俳句に凝っており、俳句の稽古も母の勧めでやったが全く駄目だったという。
「欲張りですから、これも詠みたい、あれも詠みたい、いろいろなものを詠みたくなっちゃったからダメなんです。」
「落としたり削ったりする作業はどうやら私には向かないと、早々に俳句は諦めた」
小学二年に詠んでまあまあ実母に認められた句は
「桜散る学校へ行く子ら楽し」。
芭蕉や一茶を読むように言われたが、蕪村の方が好きだった。芭蕉、一茶は作品よりも、彼らの生涯が芝居になりそうで興味があった。
自動車好き。16歳の誕生日に鮫洲で運転免許を取った。レーサーに憧れてサーキットライセンスを取ろうとしたこともある。
最初の愛車は中古のダットサン。トヨペット、コロナ、パブリカ、フォード・コンサルと乗り換え、大学入学の年にはMGB。
96年頃はデイムラー・ダブルシックス、99年頃はメルセデス・ベンツに乗っていた。ジェームス・ディーンに憧れて、いつかはポルシェと思っていたが果たせず。マニュアル車が好み。
色はブルーが大好きで、少年時代の思い出の色について、ばあやの故郷、千葉県の千倉の海のイメージがあるのか、夏の強い日差しのようなブルーが大変印象に残っていると語った。青年期はブルーの椅子を買ったり、ミッドナイトブルーの服ばかり着ていた。いまは頭が白くなってきたので（※1994年2月の対談）ブルー系は難しくなってきたと話した。
結婚前は出不精だったが、知佐夫人の影響でオペラ鑑賞もはじめ、95年頃は休みが取れるとイタリアへ行ってオペラを観ていた。「オペラを観るとほっとするんです」。
読書は「積ん読派」だが、乱読で何でも読み、岩波文庫はほとんど揃えている。買うときはバサッと全集を買ったりする。小学校は「吾輩は猫である」中学ではスタンダール「赤と黒」「星の王子さま」、20代ではイアン・フレミング「007シリーズ」、カミュ「異邦人」など。70代では「紫陽花舎随筆」（鏑木清方）。
好きな洋画は「エデンの東」で観ると泣いていたという。「アポロ13」も観ながら号泣し妻に「マジ？」と呆れられた。「お熱いのはお好き」も忘れ難いとのこと。
好きな女優はマリリン・モンロー。高校生の頃、モダンジャズに傾倒した時期がある。映画「死刑台のエレベーター」を母と観てマイルス・デイビスの音楽が好きになった。
漫画が大好きで、21歳頃はガロの作品にハマっており、楽屋の鏡台前に白土三平の「カムイ伝」が山積みになっていた。綺麗でかっきりしている絵柄が好き。小さい頃は馬場のぼる、手塚治虫、山根一二三、小島功の画く女の人も好き。面白いのは加藤芳郎と語った。毎月買っていたのは少年サンデー。
好きなアニメは『昆虫物語みなしごハッチ』『トム＆ジェリー』。「みなしごハッチとかトムとジェリーとか見てる時は、何も考えずにいられる。ハッチを観ながら、”ああ今日も（母に）会えなかった”とボロボロ泣いたり」とリラックス法を問われ語った（人生レシピより）。
駄じゃれ好きだが家族からの評判は悪く、家では娘たちの攻撃の的だったという。「B'zにWANDSにトリオ・こいさんず、エッヘッヘ」などと言おうものなら食卓は真っ白になり、親類の中村勘九郎（18代中村勘三郎）にも「お願いだから駄じゃれだけはやめてもらいたい」と言われる始末であった。自作の駄じゃれでよく挙げるのは小学生の頃に思いついた「お兄ちゃまはダブルで僕はおフル」。
東京ディズニーランドには開園当初より通っており、クマのプーさんが一押し。
「ほのぼのしていて好き」と、孫と一緒に「プーさんのハニーハント」に並んだ。
またクマのプーさんが好きな理由を聞かれ「見ただけてホッとする。ほんわかする。安らぎを感じますね」とコメントした。
また、孫の丑之助を日清食品のチキンラーメンのシンボルキャラクター「ひよこちゃん」の巨大ぬいぐるみを抱いて迎えたこともある。
好きな食べ物を聞かれると50代くらいまでは「特にない。なんでも食べます」としばしば答えていたが、2001年11月、旅行先の由布院で「フグ刺し」をお腹いっぱい食べる、という30年来の夢がかなったと喜ぶコラムを書いている。
70代ではプーさん好きの理由で「自分と同じように蜂蜜が好きだから」と応えたことがある。ホイップクリームの乗ったハワイアンパンケーキを美味しそうに食べるシーンも残っている（にじいろジーンにて）。
また、味覚障害を患った際に「うなぎ、蕎麦、てんぷらがいつ食べられるか。好物のうなぎを食べてまずかったら生きる希望がなくなっちゃう」というコメントもしている。
2022年（令和4年）9月に開催された秀山祭にて、歌舞伎座の1階お土産処「木挽町」では”中村吉右衛門丈のお好み品”として、守半海苔店の「佐賀有明やきのり缶」、銀座やまうの「江戸名産 本べったら漬」と「鳥取砂丘 らっきょう 甘酢」が販売された。

### 四国こんぴら歌舞伎大芝居との関わり
今日では春の恒例行事となっている、四国こんぴら大歌舞伎復活に深い関わりをもつ。
( 旧金比羅大芝居  公演 の項目を参照)
第一回公演に際して、
「国の重要文化財で上演するのだから、既成の演目ではいけない。金丸座のために作った作品を上演するべきだ」という金丸座側の要望に応え、吉右衛門は初めて松貫四のペンネームを名乗り、劇作に挑んだ。
以前、古書店で買ってあった本で見つけた『遇曽我中村』を脚色し、「空井戸」など、金丸座ならではの機構を活かしつつ、初めての作品「再桜遇清水」を書きあげ、演出も担当した。
(1985年6月に大阪中座の本興行で初演、千秋楽の翌々日には金丸座乗り込むという、過密スケジュールであった)
またスポンサーを募り、劇場のある琴平町に、役者名・劇場名の入った幟を立てるよう要請。500本を目標としたが、結果的に、1,000本もの幟が立った）
成功祈願のお練りや船乗り込みなどのイベントにも参加し、町そのものにも江戸の雰囲気を演出した。
大道具に金井大道具三代目社長で、「再桜遇清水」の他、のちに「日向嶋景清」の美術も担当する金井俊一郎、
照明に日本照明家協会会長の相馬清恒と、スタッフ陣にも大ベテランの重鎮を揃え、吉右衛門の「当時に近い自然光での公演実現」という要求に応えた。
一方で、琴平町の商工会青年部の男性メンバーが急遽セリや回り盆の操作、高窓の窓閉めなど、普通であれば危険なため素人が触れないような舞台機構部分を担当することとなる一幕もあった。(当人たちはもともと、駐車場誘導を担当する予定であった)
青年部メンバーは、深夜に及ぶ必死の稽古などで当日に備えたが、素人仕事で、どうしても段取りは悪くなる。
演者側には、彼ら素人が機構の操作をしていることが知らされておらず、舞台進行の失敗を案じるプロたちから大声で叱責が飛び、後に、担当していたのが青年部のボランティアと知った吉右衛門は青年部へ謝りに行った。
これらの様子はNHK特集『再現！こんぴら大芝居』として1985年7月19日に放送された（2006年2月4日及び2021年8月24日にNHKアーカイブスとして再放送）。

### その他
関西学院大学客員教授を務め、日本芸術院会員にも推薦され、就任した。
2011年（平成23年）、重要無形文化財保持者（人間国宝）に認定された。（認定の官報告示は同年9月5日付け）
2017年（平成29年）文化功労者となり、
没後の2021年（令和3年）12月24日付けで旭日重光章を授与され、正四位に叙された。

## 来歴

### 誕生〜萬之助時代
1944年（昭和19年）5月22日（月曜日）、五代目市川染五郎（後の初代松本白鸚）の次男に生まれる。出生名は「藤間久信」。
1945年（昭和20年）3月、初代夫婦と母・兄、乳母の村杉たけらと共に空襲を避け、日光へ疎開。市電の事故に遭うも、乳母のおかげで無事であった。
牛込区（現在の新宿区）若宮町にあった生家は空襲で焼けてしまい、終戦後の10月、東京の久我山に転居。
5歳の兄が近所の子供にいじめられて帰ってくると、庭ぼうきをひきずり、仇を討ちに殴り込みをかけに行くようなやんちゃな子供であった。
1946年（昭和21年）、渋谷区渋谷に転居。
1948年（昭和23年）、中村萬之助を名乗って4歳で初舞台。吉右衛門の祖先・萬屋（よろずや）吉右衛門の「萬」にちなんでつけられた。
翌年、『山姥』の怪童丸の演技で毎日演劇賞演技特別賞を受賞。天才俳優として注目された。
この頃より、市川團子（のちの市川猿翁 (2代目)）、兄の市川染五郎と並んで、「十代歌舞伎」として人気を博する。
1949年（昭和24年）、実父八世松本幸四郎の襲名披露公演に出演。
1951年（昭和26年）、渋谷区立常盤松小学校入学。その後千代田区麹町へ転居。1952年（昭和27年）、暁星小学校第２学年へ編入。
1954年（昭和29年）、初代吉右衛門が死去。播磨屋後継としての思いを強くし、人生の転機となる。

### 吉右衛門襲名、東宝時代
1961年（昭和36年）、実父（八代目松本幸四郎）と兄（六代目市川染五郎）と共に、松竹から東宝に移籍。
1966年（昭和41年）5月、東宝は芸術座で萬之助主演の「赤と黒」を上演。
同年10月、新装なった帝国劇場のこけら落とし公演で、二代目中村吉右衛門を22歳で襲名。
その際、本名も祖父と同じ「波野辰次郎」に改名した。
1970年（昭和45年）、兄染五郎の舞台「ラ・マンチャの男」を、ブロードウェイにて観劇。
幼い頃から胃腸が弱く、長じてからもしばしば胃けいれんに悩まされていたが、69年初頭から2年半、休みが1日もないスケジュールをこなしており、疲労が蓄積していく。
さらに71年4月30日には、市川寿海の葬儀参列のために両親と名神高速を走っていたところ、追突事故に遭う。翌日の歌舞伎座で松王丸を熱演したが、むち打ち症に怯えつつの舞台であったため、精神的に参ってしまったという。
帝劇公演「風林火山」は、帝劇初の＂マイクを使わない芝居＂として開催されたが、16回も着物を着替える芝居を昼夜2回、しかも40日間ぶっとおしで公演したため、興行の後半ではおにぎり1個を食べるのが精一杯で、肉体的・精神的疲労は限界に達し、公演中にも2回倒れていた。
1971年(昭和46年)7月、過労による慢性気管支炎、小気管支肺炎、遊走腎でついにドクターストップがかかり、絶対安静を命じられ舞台「ボーイング・ボーイング」（日生劇場）を降板。
安静は2ヶ月と報じられたが、結局半年間の療養を余儀なくされた。

### 松竹復帰
1974年（昭和49年）、「吉右衛門を継いだ者として、もっと古典を勉強したい」という思いから父 白鸚と兄 幸四郎を残して、松竹に復帰する。
1975年（昭和50年）東京のホテルオークラにて、幼馴染である知佐と結婚。
プロポーズは軽井沢で、当時吸っていたケントの銀紙で、即席の婚約指輪を作って贈ったという。
1976年（昭和51年）7月ごろ、福岡県飯塚市ての巡業の際、嘉穂劇場の思い出を実父から聞いて、見学に行く。(当日、嘉穂劇場は経営難で、取り壊して駐車場にすることが決まっていた。)
花道を歩き、実際に発声して、芝居小屋としての完成度に感激する。
1982年（昭和57年）1月、実父初代松本白鸚が死去。
この頃から3年ほど、「歌舞伎役者を辞めたい」とまで苦悩し、「ガス管をくわえ」るほどに思い詰める。
同年10月30日、早稲田大学創立百年記念行事として兄の弁慶と富樫役で『勧進帳』を上演。
大隈講堂で、初の歌舞伎公演となる。
1984年（昭和59年）7月、TBSのトーク番組「すばらしき仲間」に、澤村藤十郎、中村勘九郎と共に出演。
撮影は、金丸座」にて行われ、3人はこの芝居小屋に惚れ込み、のちのこんぴら歌舞伎」復活のきっかけとなる。
1993年（平成5年）、演劇鑑賞団体、都民劇場発表の93年度演劇・歌舞伎ベスト3の内「ごひいき役者ベスト10」で2年連続の1位を獲得。
1994年(平成6年)11月、国立劇場にて「博多小女郎浪枕」の通し狂言を24年ぶりに上演。

### 人間国宝となる
2011年（平成23年）、胆管結石手術のための入院中に、人間国宝認定の報を聞く。
2013年（平成25年）7月、巡業中に内臓の異変を感じ、8月には喉のヘルペスを発症。どちらも完治したものの、後遺症で味覚障害になった。
食事が摂れなくなり、点滴や冷やししるこ、蜂蜜と牛乳をかけたオートミールなどで栄養補給をするうち、体重が10キロ減。
一時期は自分の唾が苦くて呑み込めず、
「こんな苦しい思いをするならこのまま逝かせてくれと思った」とまで苦しむが、その後回復し、好物のうなぎも食べられるようになったという。
2013年（平成25年）2月、末の娘（四女）が五代目尾上菊之助の妻となって、同年11月に第1子となる男児を出産。
2019年（令和元年）5月、七代目尾上丑之助として初舞台を踏み、孫との共演を果たす。
2016年（平成28年）正月、銀座百点の対談にて、山川静夫から、
「最近はときどき大向こうから『大播磨！』という声がかかるようになりました。」と振られ、
「なんとも、うれしい気持ちがいたしますね。」と答えた。
2020年（令和2年）3月、新型コロナウイルスの影響により、歌舞伎座三月公演は初日延期を重ねた上に公演中止が決定。無観客配信として「新薄雪物語」に出演。
4月、コロナ対策のため自宅に籠もり、絵を描く一方、孫のために書き抜きの整理や清書を始める。
9月の盛綱陣屋の小四郎の書き抜きは、菊之助によると途中で止まっていたという。
7月、「温泉に行って英気を養いたい。体力は無理でもせめて気力だけでも、後十年は生きたい。生きたいと思ったのは初めての事」と自宅のカレンダーに書く。
8月、観世能楽堂にて自作脚本、自演による「須磨浦」を無観客で撮影、8月29日に配信開始。この月から歌舞伎座公演が復活し、吉右衛門自身も、9月の秀山祭に出演。
「秀山祭頑張れ。人々の心を揺さぶる事に専念せよ。後は何も考えるな、まわりがやってくれると思え」とカレンダーの余白に書いた。
10月、前立腺がん手術を受け、放射線治療が体に合わず、体力を失った。「影響が思ったより体に響いてしまい、大声を出すと息が上がり、立ち上がるのに苦労している」と小学館のWEBマガジンのコラム「吉右衛門四方山日記」で明かした。
2020年12月、NHKのラジオ深夜便にて「来年の秀山祭では孫と盛綱陣屋がやりたい」と語り、意欲を見せた。
2021年（令和3年）1月17日より、『壽（ことぶき）初春大歌舞伎』を体調不良で1週間休演し、楽日前の3日間のみ復帰。
同年3月4日より、『三月大歌舞伎』第三部「楼門五三桐」に出演。千穐楽の前日まで勤め上げたが、体調不良により千穐楽を休演した。

### 救急搬送、死去
2021年3月28日、体調不良を訴え、病院に救急搬送され、当面の間、療養に専念することが発表された。
5月6日、「七月大歌舞伎」（7月4日 - 29日）に出演することが発表されたが、6月1日、再び休演が発表され、復帰はならず、以降、最期まで舞台に上がることは叶わなかった。。
同年11月28日（丑之助の8歳の誕生日）18時43分、心不全のため東京都内の病院で死去した。77歳没。
訃報は12月1日夕刻に各メディアで伝えられ、法名は「秀藝院釋貫四大居士（しゅうげいいんしゃくかんしだいこじ）」。
義理の息子にあたる五代目尾上菊之助は同月2日に歌舞伎座で報道陣の取材に応じ、涙で岳父を偲んだ。。

### 没後の動き
2日午後、松野博一内閣官房長官は記者会見で「ご冥福を心からお祈りする。現代を代表する歌舞伎役者として数多くの作品、さまざまな役柄で舞台に立たれテレビドラマでも『武蔵坊弁慶』を演じられるなど幅広い分野で活躍された。わが国の文化芸術の発展に多大な貢献をされてきた中村吉右衛門さんのご逝去に際し、心から哀悼の意を表したい」と述べ、日本国政府は吉右衛門を、死没日をもって正四位に叙し、旭日重光章を追贈した。
親族のみの葬儀では「自分の葬式ではこの曲を流して欲しいと思っている」（夢見鳥124p）と話していた、マーラーの交響曲第5番第4楽章（アダージェット）がBGMとして流された。
また、吉右衛門の衣装製作を請け負っていた、ぎをん齋藤の女将のブログによると、棺には
「7年前に俊寛用にオーダーされ、ぎをん主人の死去で完成を見なかった、衣装にする予定だった布」が掛けられ、また、竹本葵太夫は、通夜の胸元には『須磨浦』の台本が添えられていたと演劇界2022年3月号に寄稿した。
2021年12月18日、兄松本白鸚が、翌年2月の主演ミュージカル「ラ・マンチャの男」製作発表に出席。
「『見果てぬ夢』は今まで、菊田一夫と父初代松本白鸚へのレクイエムとして歌ってきたが、レクイエムを歌う者が1人増えてしまった」と語り、
「別れはいつでも悲しいものです。たったひとりの弟でしたから。でも、いつまでも悲しみに浸ってはいけないと思います。それを乗り越えて。『見果てぬ夢』を歌いたいと思います」と話した。
2022年6月10日、日枝神社（東京都千代田区永田町）の「山王祭」で、同区六番町町会は自治労会館前に設けたお神酒所に、吉右衛門から寄贈された新しい奉納幕を掲げた。
同町会はこれまで、1950年代に贈られた初代吉右衛門の奉納幕を掲げてきたが、二代目が生前に「新調したい」と申し出、新たに奉納されたという。吉右衛門は披露目を楽しみにしていたが、それを目にすることはできなかった。
2022年8月5日、「お別れの会」を一周忌に合わせ11月に開催予定であること、すでに歌舞伎関係者には予定が伝えられていることが報じられた。
8月31日、小学館より『中村吉右衛門 舞台に生きる 芸に命を懸けた名優』が発売され、また二世中村吉右衛門一周忌追善「映像で偲ぶ、中村吉右衛門（はりまや）至高の芸」特集の実施が報じられた。
9月1日から行われる、松竹公式動画配信サービス「歌舞伎オンデマンド」の配信を皮切りに、10月には、CS「衛星劇場」および「BS松竹東急」でのテレビ放送、TBSチャンネル2は日曜劇場「すぎし去年」、そして、東銀座・東劇でのシネマ歌舞伎『熊谷陣屋（くまがいじんや）』の上映、NHKEテレでは古典芸能への招待にて9月の一周忌の秀山祭と思い出の当たり役集の放映が行われた。
2022年11月3日、兄白鸚の文化勲章親授式において、天皇は二代白鸚に、出演した舞台や、昨年亡くなった弟の中村吉右衛門について言葉を交わされたという。

## 逸話ほか
- 兄 染五郎が初舞台を踏むと、乳母は兄につききりとなり、お手伝いさんは歩き始めた妹に付ききりとなったため、一人遊びに興じるようになった。庭の木に次々と登っていたが、隣の「キッチン・ボン」の女将さんに「役者になる子が怪我でもしたらどうする」と言いつけられ、以降、木登り禁止にされた。
- その後麹町に転居、兄白鸚が庭で「一人野球」に日が暮れるまで長時間興じているのを、吉右衛門は二階のテラスからじっと眺め「ああ、兄貴も寂しい人だな」[53]と呟いたという[54]。
- 初代吉右衛門は、孫である萬之助を「坊」と呼び、銀座の資生堂、日比谷の東京會舘・プルニエなどの高級レストランや並木藪蕎麦、銀座新富寿しへ連れて行き、目に入れても痛くないほど可愛がったが、こと芝居となると非常に厳しい師匠になり、ヤンチャな萬之助を一喝することもしばしばだった。
- 1953年（昭和28年）夏休み、撮影中の実父を訪ねて、兄と一緒に京都を訪れる。祇園のお茶屋「吉つや」へ遊びに行き、「玄関先に入るなりお座敷に行く前、浴衣で遊びに来ていた舞妓さんと新聞紙を丸めて立ち廻りを始めたり、そのまま裸足で庭にまわったりして父に叱られた」ことがあったという[55]。
- 思春期の頃は、家庭環境の複雑さに起因する人間関係に悩み、また自己確立や、吉右衛門の名前の大きさのプレッシャーにも悩む日々だった。後年、「播磨屋の本家だから、家を守る時は子としての役目を果たす。 しかしある時は孫の扱いというように、その場その場で立場が変わるのが辛い」[56]と語ったこともあった。
- 中学からは先輩俳優と赤坂の「コパカバーナ」「ラテンクォーター」などの高級ナイトクラブや、兄も一緒にホテルのプールへ通い、男4人で社交ダンスの稽古や、先輩俳優からナンパの手ほどきを受けていた。同じころにジャズを聴き始め、音楽好きの友人たちとバンドの真似事を始めた。ギター、ベース、ピアノを揃え、バイエルから稽古し、兄のドラムと後に作曲家となる村井邦彦のピアノに合わせてベースギターで自宅でよくセッションをしたという。
- 中学時代は歌舞伎人気が低迷期であり、石原慎太郎・裕次郎兄弟が現れた頃、染五郎と萬之助は大変憧れた。後年、二代目白鸚は「弟と二人でおふくろに役者を辞めたいと言ったこともありましたね。」[57]と語り、当時の萬之助は、役者をやめて物書きになりたいと母に言ったという。
- 15歳の頃、帰宅すると兄、母と弟子が勉強会を、開く相談をしていた。何をしているのかと聞いたが、兄から「子供には関係が無い」と言われてしまい、怒った萬之助は部屋にこもったが、ばあやの村杉たけの取りなしで、兄と共に『木の芽会』という勉強会を立ち上げることとなった。公演から帰った父に、夜の九時、十時過ぎから教えてもらい、父もクタクタ、兄弟もクタクタであったが、稽古が終わり、父が寝ると、次は母からの厳しいダメ出しがあったという[58]。木の芽会は1960年（昭和35年）に第1回を開催、その後1969年（昭和44年）に第10回公演、1970年（昭和45年）に10周年記念公演を行った後、今後は誰かを迎えてみんなでやろう、という形で本公演となり、発展的解消をした。
- 18歳の頃、幼馴染のフランス人女性と恋に落ちた。彼女の帰国が決まるも、自身も役者を辞め、後を追ってフランスへ行きたいと思いつめた。思い切って父白鸚に話したが、父は反対もせず「何にでもなっちまいな」と背を向けた。「その時の後ろ姿のさみしかったこと。ああ、おやじは僕に期待してくれていたんだなと思いました。双肩に波野家（播磨屋）と藤間家（高麗屋）を担い、片方を兄、片方を僕に譲るために努力してくれていたんだと初めて気づいた。それまでの僕には何も分かっていませんでした」「その時に波野家と吉右衛門の名跡をちゃんと継いで、おやじの荷を軽くしてやらなければと思った」と自伝に記し、兄白鸚も「彼は自分の運命をちゃんと受け止めていた」[59]と回顧している。
- 20歳を過ぎて、父親をはじめ、おじの勘三郎や松緑の舞台を揚げ幕の中から八ミリやビデオカメラで撮りまくった。その数、百本余り。「すごい財産です。でも他の人の役には立たない。なぜって、撮った日の役者さんの状態を知っているのは僕だけだから。オヤジがこんな声を出したのは病気のためとか、紀尾井町は脚が悪かったから演出を変えていたとか、そのつど色々と注釈付き。これを後世に残したら、とんだ間違いの元になるでしょうね」「何よりも欲しかったのは芝居の段取り。役の性根はきちんと教わらないとダメですよ。わきのどの役がどう出て、どう引っ込むか、主役のアップじゃなくて、演出や芝居の細かい手直しが知りたかったんです」[60]。
- 萬之助時代、山本周五郎原作の『さぶ』でさぶ役を演じ、激賞されたが「はまり役と言われ、脇の三枚目ばかり演じるようになってしまうのかと」悩み、毎晩のように精神安定剤とジンのストレートを一緒に飲み、とうとう夜中に血を吐いて倒れ救急車で運ばれる。発見して介抱したのは後に妻になる知佐の父親だった。さぶ役をはまり役といわれ悩んだのは、吉右衛門を継がなくてはならない人間が現代劇で笑いを取る役ばかり演じるようになっていいのか、という気持ちからだったが、誰にも理解してもらえなかったという[61]。
- 襲名披露公演では、来日していた抽象画家のジョアン・ミロも観劇し、吉右衛門の楽屋へ訪問したという[62]。
- 襲名当時の報知新聞では「兄の染五郎（現白鸚）が長嶋なら、弟の吉右衛門は王に近い」と野球界で人気絶頂だったONに例えて紹介された。[63]
- 「明智光秀」「有間皇子」で萬之助と仕事をした、劇作家で演出の福田恆存は、子役時代の10歳を超えたくらいの萬之助に「これは大器晩成型だ」と感じ、4年後「有間皇子」では「晩成どころではない、僅か四年の後に大器の大器たる面目を発揮した」「しかし、私が吉右衛門に時代の歌舞伎を握る若手の第一人者を見たのは、吉右衛門襲名の翌年の四十二年八月、「木芽会」第八回公演における『馬盥の光秀』の時だった。（略）俯き加減にじっと耐へてゐる光秀の心の暗面が幾分反り気味の背筋に沿って黒い影のように立ちのぼる妖気となり、それが人物全体を包む大きさを見せるのに私は心から驚嘆した。この時、萬之助は名実共に二代目吉右衛門になったのである」「今の吉右衛門（註：昭和48年頃）はもはや若手と呼ぶには大きすぎる存在となってしまった。大器早成といふ事もありうるのだ。」と激賞している[64]。
- 1969年の11月に兄二代目白鸚が結婚をした際、同じマンションの別階に住んでいたが、兄が「皆で一緒に住もうよ」と提案し家族全員で同居していた時期があった。二代目白鸚の妻藤間紀子は2022年1月27日放映の徹子の部屋に出演。吉右衛門の第一印象を、「なんかとても優しいというか、笑顔が凄くチャーミングで。なんかとても気さくな感じでね。よく結婚したてというかちょっとその前ぐらいからよく一緒に食事したりしてまして」としている。[65]。

## 語録
- 「初舞台の口上で、初代が『この子を養子に迎えて跡を継がせる』と述べ、私は戸籍上も藤間久信という名前から祖父の波野姓に変わりました。小学校の名札の苗字も波野となり、『兄貴と苗字が違うんだなあ』と、養子になったことを実感したものです。」（ヘルシーライフインタビューより）
- 「嫌みな餓鬼といいますか（略）素直に自分の気持ちをさらけ出すより、ちょっと斜交いに透かして洒落たことを言うのです。それもにこにこしながらです。そうすると大人たちはいつも笑ってくれるのです。」「こういう形でしか自分の気持ちを表現できなかったのです。」[66]
- 「初代のように、たった一代で人気と名声を築いた場合、その反動で反対勢力も強いんですね。つまりは『つぶそう』とする勢力です。僕もその影響を少なからず受けました。これは襲名する前のことですが、『中村吉右衛門という名前は〝止め名〟にした方がいいのではないか』と記事に書かれたこともありました。初代限りの名前として、今後誰にも継がさない方がいいと。いやあショックでしたね。僕は何のために役者になったのかと。ええ、ちょっぴりグレましたよ。連日、飲み歩いたり（笑）。」
- (吉右衛門襲名後)「実父は役者としての師でもある人の名は呼び捨てには出来ぬと、息子の私を必ず「辰次郎さん」と呼んだ。そうやって、初代・中村吉右衛門という人物の偉大さと、その名を継ぐことの重さを私に教えてくれた」[67]
- (父と兄を残して東宝から松竹へ戻ることを決意したが)「熊谷が己の子供を我が手にかける決意もかくやと思うほどでした。一度飛び出した会社に、梨園に戻る。それは大変勇気のいることでした。（二代目吉右衛門四方山日記）」
- (嘉穂劇場について)「嘉穂劇場の花道で、歩いて、『これは、これは、大庭殿』と言ったら、その声がそんなに大きくなくてもピーンと鳴ってね。それから舞台へかかって正面へこうやって座ってみたら、客席が、座ってもちょうどいい高さなんですね。ああ、こんなところでやったら『石切梶原』という芝居も、もっとおもしろく観られるんじゃないかななんて思って、こういうところでやってみたいな、どうして東京にこんな小屋が残っていなかったのかな、と思ったんですよ。」[68]

## 社会的活動
- 文部科学省中央教育審議会委員（第4期）
- 世田谷美術館オープニング記念「シュナーベルVS歌舞伎・対談と創作日本舞踊」（1989年9月14日、世田谷美術館）ｰ パネリスト。来日した画家ジュリアン・シュナーベルとの対談、中村雀右衛門による創作舞踊の二本立てのイベント[69]。
- 第64回奈良学文化講座講演『大仏開眼千二百五十年・東大寺と奈良』「大仏さまのできるまで」（2003年）- ゲスト。講師は東大寺別当 橋本聖圓、司会は酒井ゆきえ、ゲストは他に絹谷幸二（画家）。
- 文化庁『次代を担う子どもの文化芸術体験事業』巡回公演事業ワークショップ「歌舞伎の世界で遊ぼう」「実際に舞台をみてみよう」（2006年〜2012年）- 全国の小学校を巡り、歌舞伎を身近で楽しく体験してもらうため活動。おはなし、構成・演出・監修を担当。
- 「コロー 光と追憶の変奏曲」展（2008年6月14日 - 8月31日、国立西洋美術館・神戸市立博物館） - オーディオガイド
- 開館記念展〈I〉「ポーラ美術館コレクション展」プレイベント SBSラジオ公開録音第3弾「印象派とエコール・ド・パリの楽しみ」[70](2010年8月21日、静岡市美術館） - パネラー
- 「ルオーと風景」展オープニング記念トークショー[71]「中村吉右衛門が画をかたる―ルオーに魅せられて」（2011年4月23日、パナソニック汐留ミュージアム） - トーク
- グッチ×中村吉右衛門東日本大震災チャリティガラ[72]（2011年5月25日、パレスホテル東京）
- 「初代中村吉右衛門展[73]・初代中村吉右衛門映画祭II[74]」講演（2011年8月2日、早稲田大学大隈記念講堂）- 講演
- グッチ×中村吉右衛門チャリティガラ「A Night to Support Children in Tohoku」[75]（2012年5月25日、パレスホテル東京）
- 「クリーブランド美術館展」「人間国宝展」（東京国立博物館）・「世紀の日本画」展[76]（東京都美術館）（2014年2月5日 - 4月1日）- 3展をつなぐ音声ガイドナビゲーター
- 鎌倉鶴岡八幡宮 段葛竣工奉祝行事 通り初め・奉祝舞「延年の舞」奉納[77]（2016年3月30日、鎌倉鶴岡八幡宮舞殿）
- 「早稲田大学芸術功労者顕彰記念中村吉右衛門展・中村吉右衛門講演会―古典歌舞伎の芸と心[78]」（2016年8月4日、早稲田大学大隈記念講堂） - 講演
- ユネスコサポート絵皿　tribute21チャリティー絵皿コレクション　中村吉右衛門絵皿（FELISSIMO）しだれ桜の絵柄、長毛種の犬と足跡の絵柄。
- 富士山世界遺産国民会議[79]　著名人による応援メッセージ223フェロー　夢の一字とサイン、寄稿。

## 歌舞伎以外の舞台
父・兄らとともに東宝劇団に約10年間移籍しており、東宝劇団は歌舞伎をメインにしていたが、当然ながらそれ以外の舞台（ストレートプレイ、ミュージカルなど）の出演機会もあった。当時毎日新聞の演劇記者であった演劇評論家の水落潔は「まだ二十歳代だが実に上手かった。『雪国』の島村はこの時の吉右衛門さんを超えた俳優を見たことがない。」と書いている（演劇界2022年2月号）。萬之助時代の1964年『さぶ』（原作：山本周五郎）では、兄演じる二枚目の主役・栄二に対し、朴訥なさぶを演じ好評を博した（同じく兄弟共演で1968年・1975年にも再演）が、当時水落が当人に『さぶ』の話をしたところ「あれは栄二の芝居です。吉右衛門がさぶで褒められても名誉にはなりません」と途端に不機嫌になったという。一方で、1970年創刊の「季刊同時代演劇」のインタビューで好きな役を聞かれ「さぶ」とも答えている。
二代目吉右衛門となる萬之助の襲名披露は帝国劇場の杮落とし公演でもあり、東宝劇団の最初で最後の豪華な襲名披露公演となった。襲名を控えた若きスターの売り出しに、東宝側も力が入った。現代劇での主演は1966年『赤と黒』（原作：スタンダール）、萬之助の初の「赤毛物」への出演。作家大岡昇平が初めての劇作の筆を執り、菊田一夫演出の話題作であった。萬之助はソレル役に備えて髪を赤く染め、パーマをかけて臨んだ。萬之助らは公演前にスタンダールの生家などを巡る一週間のフランス旅行へ行き、現地の下見も行ったという。「（パリで）靴を買いたいので靴屋に行くと、通訳もしてくれる。ところが、靴を試そうと、右足を脱いだら靴下に穴が開いていて、いけねえと思って左を脱いだら左も開いていた。日本ではあまり歩き回らないのに歩いたせいかも知れません。恥ずかしい思いをしました。」また、公演中におたふくかぜに罹患。「それが皆にうつって。私は39度の熱を出して、本当に雲の上を歩くというのはこういうことかと思いましたね。」
当時の毎日新聞には、劇場の客席のほとんどは若い女性で「萬之助が登場しただけで騒ぎ、芝居などそっちのけ。恋がたきのクロアズノア伯（二代目白鸚）とフェンシングのけいこをする場面で、萬之助と染五郎が互いに入れかわり、それぞれの顔がよくわかるようになると、とたんにキャーッ」と、女性ファンの熱狂ぶりに辟易気味な劇評が掲載されるなど、襲名前から人気が高まっていた。この時期はまた、テレビドラマ、映画にも進出。山田五十鈴、司葉子、岡田茉莉子、若尾文子、岩下志麻、太地喜和子、乙羽信子、杉村春子らとの共演や、新派公演へも度々客演し、初代水谷八重子の相手役（婦系図、金色夜叉ほか）を多く勤めた。吉右衛門襲名後の歌舞伎以外の舞台公演は『太宰治の生涯』、『風林火山』、『蜘蛛巣城』など。『巨人の星』が舞台化された際には星一徹を演じている。
演劇評論家の戸板康二は、吉右衛門の現代劇の演技について、以下のように評している。
「現代劇というのは、どう扮装しても、俳優の生地が露骨に出る。隠しようがない。つまり、照れくさいものである。吉右衛門は、照れくさそうな表情を、無理に遮蔽しようとせず、ごく自然に、働いたり喋ったりした。」「歌舞伎は顔に濃く粉飾して登場する。一種のマスク（面）を冠っているようなものだ。ずっと歌舞伎を演じてきた俳優が、現代劇を演じると、それは急に裸で人中に飛び出したようなとまどいになるはずで、（略）戦後占領軍の命令で、現代劇を強制されたベテランのいく人かが、ひたすら当惑していたのを、ぼくはおぼえている」
「吉右衛門も(略）きまりわるさを痛感したのではないかと思うが、二つの理由で、それをうまく切り抜けた。ひとつは、もってうまれた自分を、飾らずに示そうとしたことであり、もうひとつは、彼の世代の若者の持つ大胆さが役に立ったといえよう。」
「現代劇を演じる技術は、むろん、試行錯誤しながら、その都度に厚くなってゆく。「雪国」では、駒子との愛情が、何回も反復した形で描かれていた。ほかの脚本にくらべて、ソナタのような形式だったが、その中で、主人公の心理が、くどくもならず、なだらかに観客に理解できたのは、吉右衛門があえて構えようとしなかったからである。「可愛い女」の仁科という青年が子供を可愛がるところを見ていると、吉右衛門の善良な感じが、よく出ていた。俳優自身の人のよさという意味でなく、うまく見せようという意識がないのがいいということである。」「このような現代劇で吉右衛門の役づくりの基本になっているのは、歌舞伎の世話物の味なのだと思う。映画俳優やテレビ・タレントには示せない、性格描写が、底にあるのだ。吉右衛門は、結局、終始、歌舞伎俳優として、現代劇を演じてきたのである。」

### 展覧会・写真展
- 中村吉右衛門スケッチ展[89]（2005年5月10日-14日、銀座吉井画廊）朝日新聞連載の「吉右衛門が描く長崎旅情」「播磨屋画がたり」原画なども展示。
- NHK厚生文化事業団チャリティー企画 芸能人の多才な美術展[90]（2005年7月20日-8月5日、河口湖美術館）

- 早稲田大学演劇博物館企画展　初代中村吉右衛門展[91]（2011年7月2日 - 2011年8月7日、早稲田大学演劇博物館・企画展示室I）

- 中村吉右衛門写真展―SONORAMENTE[92]（2014年8月30日-9月15日、グッチ銀座7階）

- 早稲田大学芸術功労者顕彰記念 中村吉右衛門展[93]（2016年6月7日 - 8月7日、早稲田大学坪内博士記念 演劇博物館）

- 二代目 中村吉右衛門 写真展[94]（2018年11月7日 - 12月9日、MIKIMOTO銀座4丁目本店7階ミキモトホール）
- ミロ展－日本を夢見て（2022年2月11日-4月17日、Bunkamuraザ・ミュージアム）襲名披露公演をミロが観劇し、楽屋を訪問した際のスライドを展示。
- 新宿歴史博物館　令和4年度所蔵資料展「岩田ガラス新収蔵品展」（2022年4月1日-5月29日、新宿歴史博物館）岩田ガラス制作製品　岩-11 播磨屋（中村吉右衛門）襲名披露記念品 岩田工芸硝子 60×35×20 1966年を展示。色とりどりの蝶をかたどった、ゼリー菓子のようなガラス製の箸置き。透明、茶色、青、赤、黄色の5種。
- セイコーハウス銀座ホール「鍋島徳恭写真展ー二代目　中村吉右衛門ー」[95]（2023年3月9日-3月21日）- 黒幕を背景に、楽屋で扮装姿での撮影（「冗談で“一日二公演”とおっしゃることもありましたが、舞台に出る前にその芝居の決まり、決まりの見せどころをカメラに向かってひと通り演じていただくという贅沢な時間でした」：鍋島氏談）をした様々な役柄のフィルムを和紙にプリントし展示。

## テレビドラマ
テレビドラマでは『有間皇子』（1966）、『ながい坂』（1969、山本周五郎作品）、『右門捕物帖』（1969、全26回）などにそれぞれ主演。
佐高信との対談で再放送中の『右門捕物帖』と『鬼平犯科帳』の演技の違いについて問われた際、右門の時代は無我夢中に演じており、「もう一人冷静な自分を客席に置け」と言われたことが、まだ身についていなかったと話した。「本当に、嘘偽りなく申せば、できるようになったのは最近です。」（対談日：2006年11月18日）
1970年代以降も歌舞伎および、テレビなどで活躍。1980年からはテレビで、時代劇『斬り捨て御免!』に主演（1982年まで3シリーズ製作）。単に出演するのみならず、毎回印刷前の台本に目を通してプロデューサーの佐々木氏や監督の皆元氏らに意見を述べていたという。
共演していた実父が死去した後に制作された第3シリーズでは「007みたいなテイストでやれないか？」と自ら提案し、「少し色っぽくしよう」とオープニングに裸体の女性のシルエットの演出や、最終話では「役のイメージとして、どうしてもやりたい」と主人公をハンググライダーで大阪城に乗り込ませるアイディアなどを出した。
1986年にはNHK新大型時代劇『武蔵坊弁慶』（全32回）で主役・弁慶を演じ、前年末の第36回NHK紅白歌合戦（NHK総合・ラジオ第1）に審査員として出演した。
1989年、『鬼平犯科帳』の4度目のテレビドラマ化にあたっては、以前から原作者から直々に長谷川平蔵役の依頼があったものの、長い間固辞し続けていたが、実年齢が平蔵と同じになったこともあり満を持しての出演となった。「人気シリーズにけちをつけてしまうのではと迷いに迷って私が（池波）先生に電話すると、「大丈夫。君の思うとおりにやりなさい」という励ましのお言葉をくださいました。ここまでして頂いてお受けしなかったらそんな奴は豆腐に頭をぶっつけて死んだほうがましと思い、決心したのです」同年から2001年まで毎年、9シリーズと数本のスペシャル版を製作、その後2016年12月の最終版放映まで、全150本の長期人気シリーズとなり、吉右衛門にとって鬼平役が文句なしの当たり役となった（実父である初代白鸚も、初代版鬼平犯科帳で長谷川平蔵を演じた。『鬼平』は若い女性をも取り込む一大ブームとなり、吉右衛門は『物語り』で「「吉右衛門といえば鬼平」とお考えの方も多いようです。(略）こういうチャンスを与えて頂いた僕は、ありがたいと思っています」と話した。その後、人気はさらに過熱。「勧進帳」の弁慶役で幕外で最後の引っ込みを始める瞬間に「オニヘーイ」と声がかかったと吉右衛門は語っている（吉右衛門のパレット）。また、『聞き書き　二代目』の著者である小玉には「亡くなった時、代表作として鬼平が真っ先に上がるのはちょっと･･････」と話したこともあったという。
池波は長谷川平蔵を描くにあたり実父の初代白鸚の風貌をイメージとしたという逸話がある。また、吉右衛門も初代版（第2シリーズ10話「隠居金七百両」、15話「下段の剣」）では平蔵の息子、辰蔵を演じている）。
2003年にはテレビ『忠臣蔵〜決断の時』で、テレビで初めて大石内蔵助を演じ、重厚な演技を見せた。なお、テレビ時代劇の『忠臣蔵』物では、1989年のテレビ東京の12時間超ワイドドラマ『大忠臣蔵』（原作：森村誠一「忠臣蔵」）で徳川綱豊を演じている（大石内蔵助役は実兄の現・二代目白鸚）。
「弁慶」、「鬼平」などのテレビ時代劇での活躍や、歌舞伎での充実した仕事ぶりにより、幅広い分野で活躍する兄・白鸚に劣らぬ存在感を発揮しているが、兄と甥の幸四郎とは違い、襲名後はテレビ時代劇以外の現代劇に出演した事はほとんどなく、父母、兄妹と一家5人で主演した「おーい！わが家」と、背広姿で気鋭の科学評論家・藤瀬史郎役で主演、公害をテーマにした「いま炎のとき」の2本のみと思われる。なお、中村萬之助時代の現代劇として「NHK劇場　約束」のフィルムがNHKアーカイブスに残っており、一部ではあるが、ネットでも演技の視聴が可能。

## 年譜
- 1944年5月22日 - 誕生。初代松本白鸚の次男。兄は二代目松本白鸚。外祖父の初代中村吉右衛門の養子となる。
- 1948年6月 - 東京劇場にて『俎板長兵衛』の長松ほかで中村萬之助を名のり初舞台。
- 1955年 -『山姥』の怪童丸で第8回毎日演劇賞演技特別賞受賞。
- 1965年6月25日 ｰ 二代目吉右衛門襲名をメディア発表。初代吉右衛門の写真の前で兄と共に記者会見。
- 1966年10月 - 帝国劇場にて『金閣寺』の此下東吉ほかで二代目中村吉右衛門を襲名。10月22日、NHK総合にて帝劇の襲名披露公演を劇場中継。
- 1982年 - 国立劇場小劇場にて『勧善懲悪覗機関』（村井長庵）を復活上演。
- 1985年6月 - 国指定重要文化財「旧金毘羅大芝居（通称：金丸座）」にて「第1回四国こんぴら歌舞伎大芝居」を立ち上げ（演出・脚本・出演）、町おこし・地域おこしに貢献。松貫四作「再桜遇清水」初演。同年末、紅白歌合戦に審査員として出演。
- 1986年 - NHK水曜時代劇「武蔵坊弁慶」にて主演。「茶のある暮らし なごみ」にてエッセイ「役者の素顔」を連載（1月から12月）。6月には歌舞伎座にて「桑名屋徳蔵入船物語」を松貫四名義で改訂、主演。
- 1989年 - フジテレビ「鬼平犯科帳」開始。2016年まで続く人気作となり、「鬼平ブーム」と呼ばれる社会現象を巻き起こした。
- 1990年6月 - 海外公演（アメリカ）、計26回公演。「身替座禅」奥方玉の井「鳴神」鳴神上人「勧進帳」武蔵坊弁慶（ロサンゼルス公演のみ）。「茶のある暮らし なごみ」にてエッセイ「蝸牛のツラネ」を連載（1月から92年12月）。
- 1992～93年 - 演劇鑑賞団体、都民劇場発表の93年度演劇・歌舞伎ベスト3の項目内の「ごひいき役者ベスト10」で2年連続の1位を獲得。自伝『半ズボンをはいた播磨屋』出版。
- 1994年11月 - 国立劇場にて「博多小女郎浪枕」の通し狂言を24年ぶりに上演。同年1月より「鳩よ！」にて「休憩時間」連載開始、朝日新聞夕刊オフステージ「播磨屋の楽屋ばなし」を4回連載。
- 1996年2月 - 海外公演（イタリア）、計14回公演。「平家女護島　俊寛」丹左衛門。単行本「物語り」出版。
- 1996年9月 - 海外公演（アメリカ）、計15回公演。「釣女」醜女（初役）「平家女護島 俊寛」俊寛。　座頭公演。
- 1996年10月 - 海外公演（香港）、計3回公演。「鳴神」鳴神上人。
- 1998年5月 - 宮島歌舞伎　厳島神社　中村吉右衛門奉納公演。松貫四作　舞踊劇「昇龍哀別瀬戸内・藤戸」初演。
- 1999年10月 - 姫路城三の丸広場特設会場にて「白鷺城異聞」初演。
- 2002年 - 日本芸術院会員に。
- 2006年9月 - 歌舞伎座にて初代吉右衛門の俳名を冠した「秀山祭」をはじめる。2020年まで毎年恒例に続けられ、2022年9月に再開。
- 2008年7月 - 中村吉右衛門奉納公演[100]として第3回比叡山薪歌舞伎を開催。松貫四作　舞踊劇「昇龍哀別瀬戸内・藤戸」再演。
- 2008年9月 - 関西学院大学文学部客員教授就任。
- 2011年 - 重要無形文化財保持者（人間国宝）に認定。毎日新聞夕刊「播磨屋の楽屋で一服」隔週連載（全24回）。
- 2015年 - 座頭として台本の補訂、監修、主演した国立劇場「伊賀越道中双六」が、第22回読売演劇大賞の大賞・最優秀作品賞受賞[101]。歌舞伎演目（古典の復活上演）として初の受賞となった。
- 2017年 - 文化功労者[102]に。

## 受賞歴
- 1955年 - 第8回毎日演劇賞演技特別賞
- 1975年 - 名古屋演劇ペンクラブ年間賞
- 1977年 - 芸術選奨新人賞
- 1984年 - 第39回芸術祭賞優秀賞、眞山青果賞大賞
- 1985年 - 第41回日本芸術院賞[103]
- 1991年 - 第46回芸術祭賞、第12回松尾芸能賞大賞
- 1995年 - 眞山青果賞大賞、第3回読売演劇大賞優秀男優賞
- 1996年 - 第19回日本アカデミー賞優秀主演男優賞[104]
- 1999年 - 第9回日本映画批評家大賞ゴールデングローリー賞
- 2002年 - 第57回芸術祭賞
- 2007年 - 第48回毎日芸術賞
- 2008年 - 第12回坪内逍遥大賞、第28回伝統文化ポーラ賞大賞
- 2009年 - 第16回読売演劇大賞選考委員特別賞
- 2015年 - 第22回読売演劇大賞大賞および最優秀作品賞、第31回浅草芸能大賞、第31回早稲田大学芸術功労者顕彰
- 2017年 - 第25回橋田賞特別賞、文化功労者顕彰
- 2019年 - 第71回日本放送協会　放送文化賞
- 2021年 - 正四位、旭日重光章（没後追贈）[2]

## 出演作品

### 歌舞伎
二代目吉右衛門の当たり役として知られるものは以下のとおり。
- 『勧進帳』
  - 弁慶 - 弁慶役者と言われた7代目松本幸四郎のフィルムを勉強し、実父から伝授。初代吉右衛門と実父の型も入れている。
  - 義経 - 6代目中村歌右衛門より伝授。
- 『仮名手本忠臣蔵』の大星由良之助。「先輩方はどなたも、本性を見せて覚醒させるようになさっていましたが、できることなら私は酔いを残した芝居をしてみたい。それでありながらお客様を泣かせ、(中略）幕切れまで、酒の匂いがプンプンする由良之助を出すことが出来たら素晴らしいなと思いますね」
- 『一谷嫩軍記・熊谷陣屋』の熊谷直実。初代吉右衛門の9代目市川團十郎型を実父の初代松本白鸚より継承し、自分の工夫も加えている。
- 『平家女護島・俊寛』の俊寛僧都。初代が復活し練り上げて当て、十八番とした作品。実父より伝授、一番好きな作品。
- 『絵本太功記』の武智十兵衛光秀。初代吉右衛門の当たり役を実父の初代松本白鸚より継承。七世市川團蔵型を基本としている。
- 『ひらかな盛衰記・逆櫓』の樋口次郎。初代吉右衛門の型を実父の初代松本白鸚より伝授。初舞台の駒若丸では初代の樋口と共演するも、大泣きしてしまい即降板となった。
- 『時今也桔梗旗揚』の武智日向守光秀。初代が7代目市川團蔵型をもとに、近代的なアレンジを加え播磨屋型を作り上げた。木の芽会にて実父、実母より継承。普段の稽古は、あまり癖がついてはいけないとの理由から、細かい点までは指導されないが、この演目に関してだけは細部にわたって指導されたという。
- 『菅原伝授手習鑑』の武部源蔵、舎人松王丸、舎人梅王丸　松王丸（首実検）。初代が成田屋型を踏襲しつつ考え出した播磨屋型、実父より伝授。源蔵：木の芽会にて実父、実母より継承。
- 『梶原平三誉石切』（石切梶原）の梶原景時。上演が絶えていたのを初代が復活して当て、十八番とした作品。木の芽会にて実父、実母より継承。
- 『天衣紛上野初花』（河内山）の河内山宗俊。初代吉右衛門の型を実父の初代松本白鸚より伝授。
- 『極付幡随院長兵衛』の幡随院長兵衛。9代目中村団十郎の型を初代吉右衛門を経て実父の初代松本白鸚より伝授。
- 『鬼一法眼三略巻・一条大蔵譚』の一条大蔵長成。15歳、木の芽会にて、初代吉右衛門の型を17代目中村勘三郎より教わり、その後に初代の「やーれ方々、驚くな」の録音を聞いた。「じっと聞いてみると、中村屋のおじさんから教わったもののほかに何かがあった。晩年の口ごもったふくみ声なのに、騒いでいる人を鎮める位取り、公卿（くげ）なまりが、短いせりふに集約されていたんですね」「懸命に聞いて、一字ずつの音階の違いに気付いたんです。ところが、音符に取って発音したら、全くせりふにならない。それが自然に出来た祖父は天才」[105]また、実母からも厳しくダメ出しを受けた。
- 『籠釣瓶花街酔醒』の佐野次郎左衛門。6代目中村歌右衛門より、初代はこう、実父はこう、と丁寧に教わった役。
- 『妹背山婦女庭訓・吉野川』の大判事清澄。初役の相手役だった6代目中村歌右衛門に”ヘビににらまれたカエル”状態で仕込まれたという。
- 『義経千本桜』渡海屋・大物浦の渡海屋銀平実は新中納言知盛。團蔵型を参考にした初代の書き抜きがある。実父の型と、2代目尾上松緑のやり方を見習ってやっている。衣装は7代目市川團蔵型。
- 『傾城反魂香・吃又』の絵師又平　初代は団十郎型だが、6代目尾上菊五郎の型を2代目尾上松緑に教わり、自分なりの解釈を加えて演じている。
- 『東山桜荘子』（佐倉義民伝）の木内宗吾。
- 『伊賀越道中双六』の唐木政右衛門、呉服屋十兵衛。
- 『井伊大老』の井伊直弼　実父の初代松本白鸚の当たり役を継承。平成8年4月、6代目中村歌右衛門の最後の舞台で共演した役。1970年の国立劇場公演では、作・演出の北条秀司に叱られたという。
- 『将軍江戸を去る』の徳川慶喜。
- 『松浦の太鼓』の松浦鎮信公。曾祖父3代目中村歌六に当て書きされた作品を初代が練り上げ、当てた作品。
- 『いろは仮名四十七調　弥作の鎌腹』の百姓弥作。
- 『二条城の清正』の加藤肥後守清正。
- 『博多小女郎浪枕』の毛剃。
- 『近江源氏先陣館　盛綱陣屋』佐々木盛綱。初代の盛綱に小三郎、小四郎役で共演。初代との思い出が多い作品。
- 『双蝶々曲輪日記・引窓』南方十字兵衛。木の芽会にて実父、実母より継承。
- 『夏祭浪花鑑』団七。木の芽会にて実父、実母より継承。

### 歌舞伎舞踊・歌舞伎・新派（TV放映）

#### 芸能花舞台（NHK教育）
- ―舞踊― 東明「梅」清元「うかれ坊主」（1990年3月2日）共演：水谷良重　波乃久里子
- 舞踊（義太夫）「吉野山」於　国立劇場（1995年1月28日）共演：中村富十郎　ゲスト：栗本薫ほか
- －松竹座こけら落し公演－舞踊「吉野山」（1997年4月5日）立方　中村鴈治郎　舞踊　中村吉右衛門、中村歌昇　案内　利根川裕
- －伝説の至芸～初代　中村吉右衛門－「熊谷陣屋」：初代  中村吉右衛門（1998年12月26日）※二代目の出演はなし。
- －伝説の至芸・初代松本白鸚－（2008年3月2日）共演者として出演。
- －伝説の至芸・二代目中村又五郎－（2009年6月28日）ゲスト出演。

#### 芸術劇場（NHK教育）（年月日は公演日ではなく、初回放送日）
- 「菅原伝授手習鑑」吉田社頭車引の場（1967年1月8日）松王丸：松本幸四郎　桜丸：尾上梅幸　梅王丸：中村吉右衛門　国立劇場
- 「大老」（第1部） ―“彦根城外埋木舎”から“外桜田井伊家本邸奥庭”まで10場―（1970年12月13日）小関次之介　国立劇場
- 「大老」（第2部） ―“京都牢獄舎”から“桜田門外”まで10場―（1970年12月20日）小関次之介　国立劇場
- 「元祿忠臣蔵」（1971年02月14日）多門伝八郎・磯貝十郎左衛門
- 「仮名手本忠臣蔵」 ―祇園一力茶屋の場（七段目）―（1984年2月5日）寺岡平右衛門
- 「華岡青洲の妻」（1984年9月9日）華岡青洲　共演：杉村春子、水谷良重、ほか
- 歌舞伎十八番の内　助六由縁江戸桜 ―十二代目市川團十郎襲名披露公演から―（1985年7月14日）朝顔仙平
- 「車引」 ―菅原伝授手習鑑―（1985年9月8日）武部源蔵　中村勘九郎、中村福助
- 新派公演「歌行燈」 （1987年8月2日）恩地喜多八　共演：水谷良重、金田龍之助ほか
- 歌舞伎十八番の内「勧進帳」（1988年4月10日）武蔵坊弁慶　松本幸四郎、坂東玉三郎、大谷友右衛門
- 「仮名手本忠臣蔵」―七段目　祇園一力茶屋の場―（1989年5月28日）寺岡平右衛門　市川團十郎、坂東玉三郎、片岡市蔵
- 「双蝶々曲輪日記」 ―引窓―（1990年9月16日）濡髪長五郎　松本幸四郎、澤村宗十郎
- 「隅田川続俤　法界坊」 浄瑠璃「双面水照月」（1991年6月2日）法界坊・法界坊の霊・野分姫の霊　中村富十郎、中村芝翫
- 「妹背山婦女庭訓　吉野川」（1992年5月17日）大判事清澄　中村歌右衛門、中村鴈治郎　歌舞伎座
- －四代目梅玉・九代目福助　襲名披露公演－「伊勢音頭恋寝刃」（1992年6月14日）料理人喜助　歌舞伎座
- －第27回　俳優祭－舞踊「四季」（1993年1月17日）歌舞伎座
- 「加賀見山旧錦絵」（1995年8月6日・13日）局岩藤　中村雀右衛門、中村芝翫　歌舞伎座
- 「仮名手本忠臣蔵～五・六段目」（1995年12月10日）斧定九郎　尾上菊五郎、中村雀右衛門、澤村宗十郎　歌舞伎座
- 「仮名手本忠臣蔵～四段目」（1996年12月8日）大星由良之助　尾上菊五郎、市川左團次、中村芝雀、中村芝翫
- 通し狂言「妹背山婦女庭訓～第二部」（1997年4月6日）漁師鱶七実は金輪五郎　市村羽左衛門、中村雀右衛門、河原崎権十郎、尾上菊五郎　国立劇場
- 「一谷嫩軍記～熊谷陣屋」（1997年5月11日）熊谷直実　市村羽左衛門、中村芝翫　大阪松竹座
- 「身替りお俊」（1998年12月20日）関取白藤源太　中村雀右衛門、片岡仁左衛門　歌舞伎座
- 「一條大蔵譚“檜垣・奥殿”」（2001年8月05日）一條大蔵卿　中村梅玉、片岡芦燕　歌舞伎座
- －二代目中村魁春襲名披露－「口上」（2002年9月29日）中村魁春、中村梅玉、中村吉右衛門　歌舞伎座
- 「近江源氏先陣館  盛綱陣屋」 （2004年8月8日）佐々木盛綱　中村雀右衛門、片岡我當　　歌舞伎座
- 「鬼一法眼三略巻  菊畑」 （2005年5月29日）奴智恵内　中村芝翫、中村富十郎　歌舞伎座
- 中村吉右衛門インタビュー（2006年4月30日）「長唄「雨の五郎」（一部）」曽我五郎、ほか　歌舞伎座
- 芸術劇場 情報コーナー（2007年1月28日）ゲスト出演。10分40秒
- 「籠釣瓶花街酔醒」（2007年1月28･29日）佐野次郎左衛門　松本幸四郎、中村梅玉　歌舞伎座
- 舞踊・清元「玉屋」（2007年1月29日）ゲスト出演。
- －仮名手本忠臣蔵・三段目－（2007年8月31日）桃井若狭之助　中村富十郎
- 芸術劇場 情報コーナー （2007年11月30日）ゲスト出演。
- －歌舞伎“二條城の清正”－（2007年11月30日）加藤清正　市川左團次、中村魁春
- －舞踊・長唄“棒しばり”－（2007年11月30日、12月1日）ゲスト出演。
- －歌舞伎“仮名手本忠臣蔵九段目  山科閑居”－（2008年5月30･31日）大星由良之助、ゲスト出演
- 芸術劇場 情報コーナー ▽“ひらかな盛衰記”の世界（2008年10月24日）ゲスト出演。
- －歌舞伎“ひらかな盛衰記  逆櫓”－（2008年10月24･25日）松右衛門実は樋口次郎兼光　中村富十郎、中村東蔵　歌舞伎座
- －“逆櫓”芸談－（2008年10月25日）ゲスト出演。16分20秒
- －歌舞伎「天衣紛上野初花　河内山」－（2009年5月30日）河内山宗俊　市川左團次、中村芝雀
- 芸術劇場 情報コーナー  （2009年7月31日）歌舞伎座さよなら公演六月大歌舞伎より「双蝶々曲輪日記・角力場」紹介　放駒長吉
- －歌舞伎“門出祝寿連獅子”－（2009年7月31日）村の長　歌舞伎座さよなら公演より　松本金太郎、市川染五郎、松本幸四郎
- －歌舞伎“双蝶々曲輪日記　角力場”－（2009年8月1日）放駒長吉　松本幸四郎、市川染五郎
- 芸術劇場 情報コーナー（2010年1月29日）「極付　幡随長兵衛」紹介　幡随院長兵衛
- －歌舞伎“極付　幡随長兵衛”－（2010年1月29日）幡随院長兵衛　15代 片岡仁左衛門、中村歌昇、中村福助

### テレビ（ラジオ）ドラマ・ナレーション
- 忠臣蔵の人々[106]（1956年、KRテレビ） - 吉千代
- 大助捕物帖[107]（1958年、日本テレビ） - 飴売り金太[108]
- 神々の愛でし子[109]（1959年、日本テレビ） - 主演
- 野菊の墓[110]（1959年、日本テレビ） - 政夫
- くちづけ[111]（1962年、日本テレビ） - 欽一
- 鎖国[112]（1963年、NHK総合） - 五作
- 家康無情[113](1963年、NET）- 岡崎三郎信康
- 中部日本放送ラジオモンタージュ　はばたきたい[114]（1963年11月10日、中部日本放送）芸術祭奨励賞受賞作品。
- 約束[115]（1964年、NHK総合） - シロウ　芸術祭奨励賞受賞作品。2013年、和田勉所有のフィルムがNHKに提供され、NHKアーカイブスに登録[116]。
- 虹の設計[117]（1964年、NHK総合）- 北川進次郎
- 初恋物語（1964年、フジテレビ）- 学生時代の昇平。襲名時の演劇界のインタビューで、印象に残っているTV出演として挙げている[118]。
- シオノギテレビ劇場 さぶ（1966年、フジテレビ） - さぶ
- おーい！わが家（1967年、フジテレビ）ｰ　高岡吉男（次男）。松本幸四郎（8代目）一家5人が、初めて揃って主演した大型ファミリードラマ。
- テレビ文学館－名作に見る日本人－（第4回）歌行燈[119]（1968年4月23日、毎日放送）- 恩地喜多八。前年制作の「怒濤日本史」に続く毎日放送と現代演劇協会の共同制作によるオムニバスシリーズの一作。現代演劇協会との提携で明治～昭和の文学作品から福田恆存の選んだ26作品をドラマ化。
- 文五捕物絵図（1968年5月17日、NHK総合）「天保十一年初夏」 - 平吉
- ながい坂[120]（1969年、NET） - 三浦主水正 、第2回テレビ大賞本賞および優秀タレント賞受賞。
- 右門捕物帖[121]（1969 - 1970年、日本テレビ） - 近藤右門（むっつり右門）、優秀タレント賞受賞。2024年8月28日21時より、時代劇専門chにて再放送中。
- 日曜劇場「すぎし去年」（1971年、TBS）- 弥八。
- 鬼平犯科帳（八代目松本幸四郎版）（1971－1972年、10話・15話　NET） - 辰蔵
- いま炎のとき（1972年、TBS）ｰ 科学評論家・藤瀬史郎。全13回。
- 斬り捨て御免!（1980 - 1982年、東京12チャンネル） - 花房出雲
- 劇画ドラマ「項羽と劉邦」（1983年1月2日、NHK総合） - 項羽（声優）
- 武蔵坊弁慶（1986年、NHK総合） - 武蔵坊弁慶 「中村吉右衛門さんを偲んで」（2021年12月18日　NHK総合）にて紹介。
- 大忠臣蔵　第6部（1989年、テレビ東京） - 徳川綱豊 （兄と共演）
- 鬼平犯科帳（1989 - 2016年、フジテレビ） - 長谷川平蔵
- 正月ドラマスペシャル　荒木又右衛門　決戦・鍵屋の辻[122]（1990年1月1日、NHK総合）- ナレーション。
- ラジオドラマ　関容子作　「おもちゃの三味線」（1990年頃、ニッポン放送）- 初代中村吉右衛門
- 忠臣蔵 風の巻・雲の巻（1991年、フジテレビ） - 服部市郎右衛門。雲の巻のみ登場。
- 阿部一族（1993年、フジテレビ）- ナレーター。1995年（平成7年）にギャラクシー賞奨励賞受賞。
- 忠臣蔵〜決断の時（2003年、テレビ東京） - 大石内蔵助

### 映画（出演・ナレーション）
- 続源義経（1956年） - 良成
- 夜の鼓（1958年、今井正監督） - 弟・文六
- 敵は本能寺にあり（1960年） - 森蘭丸
- 笛吹川（1960年、木下恵介監督） - 安蔵
- 野盗風の中を走る（1961年） - むっつりの弥助
- 忠臣蔵 花の巻・雪の巻（1962年） - 萱野三平　　※作中死亡する役柄のため、前半「花の巻」までの出演。
- 藪の中の黒猫（1968年、新藤兼人監督） - 薮ノ銀時
- 心中天網島（1969年、篠田正浩監督 / 近松門左衛門作品） - 紙屋治兵衛
- あゝ海軍 (zh:啊！海军) （1969年） - 平田一郎
- お吟さま（1978年） - 高山右近。国内版、国際版の二種類がある。
- 白き氷河の果てに　(1978年、門田龍太郎監督）ｰ ナレーション。1977年、日本人がK2登頂に成功するまでの姿を描くドキュメンタリー。
- 動く彫刻 ジャン・ティンゲリー（1981年、勅使河原宏プロダクション・ウブウェブフィルム）ｰ ナレーション　※勅使河原宏監督作品。
- よみがえる東塔　変身の曼荼羅（1983年、TCV山本）ｰ 解説（声の出演）。田畑慶吉監督、比叡山延暦寺東塔の記録映画。1979年に千日回峰行を達成した叡南俊照と、信長の焼き討ちからの昭和の大再建を目指し、比叡山延暦寺の東塔が落成するまでのドキュメンタリー[123]。
- 利休（1989年、勅使河原宏監督）- 徳川家康
- 歌舞伎役者片岡仁左衛門・登仙の巻（1995年、羽田澄子　自由工房作品（企画＊仁左衛門丈の芸談をきく会））芸術文化振興基金助成作品。94年度キネマ旬報文化映画ベストテン第2位。
- 鬼平犯科帳 劇場版（1995年、小野田嘉幹監督） - 長谷川平蔵
- わが心の歌舞伎座（2011年）- 歌舞伎座さよなら公演記念ドキュメンタリー作品
- シネマ歌舞伎・一谷嫩軍記 熊谷陣屋（2011年）
- 柘榴坂の仇討（2014年）- 井伊直弼

### バラエティ・教養・ドキュメンタリー
- スター千一夜（1960年1月15日、フジテレビ）「テアトロン賞に輝く松本幸四郎」ゲスト。実父、兄と出演。（中村萬之助）
- パノラマ劇場[124]（第2回）ミュージカル「或る椿姫」、コメディ「新入社員歓迎」（1960年4月17日、NHK総合）- ゲスト　兄、黒柳徹子、大山のぶ代らと共演。（中村萬之助）
- クイズアワー「私の秘密」（1966年7月18日、NHK総合） - ゲスト（中村萬之助）
- 土曜ショー（1969年4月19日、NET）昼のワイドショー番組。星由里子と出演。
- きょうの料理（NHK総合）
  - 「わたしの自慢料理」（1976年12月18日）（以下、中村吉右衛門）
  - 「中村吉右衛門の”伴内バーグ”」（1985年2月16日）：妻の知佐と出演。
- すばらしき仲間（1979年2月4日、1984年、中部日本放送（TBS））共演：戸板康二、8代目松本幸四郎、6代目市川染五郎
- 連想ゲーム（1980年9月3日、1986年3月26日、NHK総合） - 解答者。1986年の方はNHKアーカイブスにて視聴可能。
- ジュニア大全科（1982年9月16日、NHK教育）「本との出会い」（4） -星の王子さま～中村吉右衛門-
- すばらしき仲間（1979年、1984年、中部日本放送（TBS））共演：澤村藤十郎、中村勘九郎。当時埋もれていた旧金毘羅大芝居を来訪し紹介。
- NHK特集「再現！こんぴら大芝居」（1985年7月19日、NHK総合）
- スター爆笑Q&A（1985年・1988年、よみうりテレビ）- ゲスト。85年の出演時は特技としてギターの弾き語りを披露。兄が作詞・作曲した「野バラ咲く路」を歌う。
- わくわく動物ランドスペシャル（1986年4月2日、TBS） - 神奈川県横浜市の放送ライブラリーにて無料視聴可能。
- 青春プレーバック（1986年4月19日、NHK総合）「中村吉右衛門」 -時今也夢開蝶船出-
- ひるのプレゼント（1986年10月20日、NHK総合）「立居振舞人間学」（1） -立つ-
- 今夜は最高!（1987年8月8日放映回、日本テレビ） - ゲスト。タモリの人気コントキャラクター「大魔神子」の二代目に立候補。歌と踊りを披露。
- 新春スターかくし芸大会　25周年（1988年1月1日、フジテレビ）- 審査員。
- テレビエッセー 私のひとつ（1989年1月21日、NHK総合）「24本の色鉛筆」
- 日曜特集・新世界紀行　世界最長の大河 ナイル大紀行1-3（1989年2月19日、TBS） - 語り。
- 世界・ふしぎ発見!（TBS） - 初期・中期の準レギュラー。博学ぶりを発揮し、黒柳徹子らレギュラー陣から「親分」と愛称される。2018年9月1日放映（第1486回）に21年ぶりに出演。
- なるほど!ザ・秋の祭典スペシャル（1989年10月2日、1990年10月1日、フジテレビ）
- FNS大感謝祭（フジテレビ）- 鬼平チームとして江戸家猫八、尾美としのりと共にクイズに出演。
- サントリーアドベンチャースペシャル　開高健の神秘の氷河湖に謎の巨大魚を追って(1989年、TBS) - 語り　ATP賞 郵政大臣賞 優秀賞
- サントリーアドベンチャースペシャル　悠々として急げ　開高健の大いなる旅路　スコットランド紀行(1990年2月7日、TBS) - 語り　ギャラクシー賞 奨励賞
- 日本の伝統芸能 -歌舞伎鑑賞入門- 「時代物」（1990年8月11日、NHK教育）
- 歌舞伎鑑賞入門II「俊寛」 -日本の伝統芸能-（1991年5月11日、NHK教育）
- 歴史推理ドキュメント　チンギス・ハーンの陵墓を探せ！2（1991年11月29日、日本テレビ）
- なるほど!ザ・春の祭典スペシャル（1992年3月30日、1994年3月29日、フジテレビ）
- 連続討論・日本人のこころ（2）（1993年1月7日、NHK総合）「型と芸」芸事の中に前衛を見る　- パネラー 「あの人に会いたい　二代目中村吉右衛門」（2023年11月25日、NHK総合）で一部を紹介。
- 漢詩紀行（1993年4月9日 - 1996年6月12日、1999年5月31日-2009年1月3日、NHK教育） - 日本語朗読、NHK公開ライブラリーにて視聴可能。
- ティータイム芸能館（1995年10月24日、NHK総合） - 対談「八重子から八重子へ」きき手：水谷八重子、舞台「婦系図」録画放映（1973年、国立劇場）。
- 浪漫紀行・地球の贈り物（1994年 - 1996年、TBS） - 水先案内人
- 笑っていいとも! テレフォンショッキング（1995年10月17日回、フジテレビ） - 渡辺真知子からの紹介で登場。尾美としのりに引き継いだ。
- スタジオパークからこんにちは（1998年、2008年、NHK総合）ゲスト。98年では初代の思い出についてと、実父、勘三郎の叔父、六代目歌右衛門へ初代の魂は分かれて受け継がれ、自分はそれをいただいているつもりだと話し、鬼平を池波正太郎に指名された経緯なども話した。2008年は「中村吉右衛門の僕のMISSIOＮ～使命～」としてトーク。
- さんまのまんま（1999年1月2日、2012年1月7日、フジテレビ）ゲスト出演。バナナマンゴースムージーを食欲がない時に飲むとカロリーが保てると語り、さんまと飲んだが、氷部分がさんまには不評。1999年出演の際には鮒寿司をお土産に持参[125]、その時は娘を1人連れて登場した。あまりの匂いに客席も悶絶、さんまも一口も食べられなかったと語った。鷹之資との連獅子の写真を持参。老眼を嘆くさんまに、自分は耳が遠くなってきたと語り、セリフが覚えられていない初日3日間のプロンプトが聴こえず、大声で「聞こえないよ！」と言ってしまい客席が大うけした、芝居しながらだんだんプロンプターの近くに寄っていってしまうという裏話を披露した。
- ETV特集「中村吉右衛門、厳島に立つ」-新作歌舞伎への挑戦-（1998年05月20日、NHK教育）
- 歌舞伎を救ったアメリカ人 -バワーズ、名優たちとの半世紀-（1999年2月11日、NHK総合）（共演：九代目松本幸四郎）
- スタジオパークからこんにちは（2001年5月17日、NHK総合）ゲスト「中学生でナイトクラブへ」「ERやビバリーヒルズ青春白書を観ている」「碇知盛と蜘蛛巣城について」
- トクダネ！（2001年6月5日、フジテレビ）ゲスト「私の履歴書　中村吉右衛門」ばあやさんの話、兄についての話
- 歌舞伎舞踊鑑賞入門 -日本の伝統芸能-（2001年09月15日、NHK教育）第3回「立役のおどり」
- 世界・わが心の旅（2001年11月4日、NHK BS2）「フランス ルオーの瞳に魅せられて」「中村吉右衛門さんを偲んで」（2021年12月18日　NHK総合）で紹介。
- ハイビジョンスペシャル「空海の風景」（2002年1月2日、NHK BShi） - 朗読
- テレビ人間発見 （2002年4月6日、テレビ東京）「世に定め人に芸・歌舞伎俳優・中村吉右衛門」
- ためしてガッテン（2002年9月4日、NHK総合）「決定版！疲労リセット大作戦」 - 解答者
- 開運!なんでも鑑定団（2002年12月24日、テレビ東京）先代所蔵の小林古径、小杉放庵作品を出品。
- アートエンターテインメント 迷宮美術館（2004年3月20日、2006年2月6日、2008年4月15日、2010年3月15日、NHK総合） - ベストキュレーター賞
- 心に残る家（2006年4月 - 9月、日本テレビ）
- 生活ほっとモーニング（2006年、NHK総合）金曜日の特集「あの人にトキメキッ!」のコーナーに出演。「あの人に会いたい　二代目中村吉右衛門」にて一部を紹介。
- 心に刻む風景（2006年10月4日 - 2021年4月7日放映よりタイトルコールのみ出演、代役は日本テレビアナウンサーの辻岡義堂。日本テレビ） - ナレーション
- ハイビジョン特集「還暦からの挑戦～中村吉右衛門 歌舞伎の新作を創る」（2006年3月24日、NHK BShi）「中村吉右衛門さんを偲んで」（2021年12月18日　NHK総合）「あの人に会いたい　二代目中村吉右衛門」（2023年11月25日、NHK総合）で紹介。
- ハイビジョン特集「京都・庭の物語～千年の古都が育んだ空間美～」（2007年1月1日、NHK BShi）
- ETV特集「”星の王子様”と私」（2007年2月17日、NHK教育） - インタビュー[126]
- 日曜シアター（2007年12月23日、NHK総合）招待席・仮名手本忠臣蔵（後編）枠（3） - スタジオコーナーゲスト
- ハイビジョン特集「日本 庭の物語」（2008年1月4日、NHK BShi）
- 日本の伝統芸能 中村吉右衛門の歌舞伎入門（2010年3月31日 - 、NHK教育）全4回
- 二代目の肖像 中村吉右衛門の世界　芸の極みを求めて[127]（2011年1月6日、BS朝日）
- ザ☆スター「岩下志麻」（2011年3月28日、NHK BS2・BShi） - ゲスト。映画『心中天網島』制作にまつわる思い出を披露。
- ウチくる!?[128]（2011年9月11日、フジテレビ） - VTRゲスト
- 情熱大陸（2011年9月18日、毎日放送）「趣味はスケッチとドライブ。67歳の「人間国宝」歌舞伎への情熱とその素顔とは？」[129]
- いい旅・夢気分（2012年9月5日、テレビ東京）絶景の瀬戸内 名所めぐり 鳴門～高松～岡山[130]（共演：賀来千香子）
- BS歴史館（2012年12月13日、2013年2月28日、NHK BSP） - ゲスト
- 美味しさの物語 幸福の一皿（2012年4月 - 2013年3月、BS朝日） - 主宰者（案内人）
- 誰だって波乱爆笑（2015年8月30日、日本テレビ） - ゲスト。山と積まれたプーさんグッズの前で、くまのプーさん好きを披露[131]。
- サワコの朝（2015年9月5日、毎日放送・TBS）
- ザ・インタビュー〜トップランナーの肖像（2015年9月5日、BS朝日）
- 美の壺（2016年5月27日、NHK教育）「魅せる、隠す、暖簾（のれん）」 - ゲスト
- にじいろジーン（2010年8月14日、2017年8月19日、関西テレビ） - VTRゲスト。
- ごごナマ　おしゃべり日和（2017年8月25日、NHK総合）中村吉右衛門さん　中村雀右衛門さん!歌舞伎の魅力[132]
- 熱中世代　大人のランキング [133]（2017年8月27日、BS朝日） - 第112回　ゲスト
- ザ・プロファイラー 〜夢と野望の人生〜（2018年10月11日、NHK BSP） 「シェイクスピア」 - ゲスト
- 徹子の部屋（2006年8月25日、2018年8月23日、2019年7月18日〈※初出演、33歳時の映像〉、2021年12月2日（追悼番組）、テレビ朝日） - ゲスト
- 人生最高レストラン（2018年8月18日、TBS）- ゲスト。
- ザ・ドキュメンタリー 二代目 中村吉右衛門〜人間国宝74歳…いのちの歌舞伎〜[134]（2018年9月15日、BS朝日）
- ぴったんこカン・カン（2019年5月3日、TBS） - VTRゲスト「歌舞伎の名門・尾上菊之助さんご一家がご子息の襲名初舞台を激励する旅」東京會舘で孫にご馳走。孫を連れて行った一番高い店は銀座久兵衛と話した。ラ・マルセイエーズを披露[135]。
- あしたも晴れ！人生レシピ （2019年8月9日、NHK Eテレ）「運命を受けて立つ～中村吉右衛門（75）～」2021年12月24日、Eテレにて再放送。
- みやこびと極上の遊び ～京都 夏から秋へ～（2020年10月31日、NHK総合） - ナレーション
- 偉人たちの至高のレシピ ～京都・板前割烹の献立帖～[136]（2021年01月1日、NHK総合） - ゲスト
- 情報ライブ　ミヤネ屋「訃報　歌舞伎俳優中村吉右衛門さん死去」（2021年12月2日、読売テレビ）- 追悼特集。
- めざまし8「訃報・中村吉右衛門死去・知られざる”素顔”」（2021年12月2日、フジテレビ）- 追悼特集。
- Mr.サンデー「中村吉右衛門・歌舞伎に捧げた生涯「宿命」背負いながら・・・」（2021年12月5日、フジテレビ）- 追悼特集。
- ラジオ深夜便「深夜便アーカイブス「中村吉右衛門さんをしのんで～芸の道を全うしたい」」（2021年12月7日、NHKラジオ第1・FM）- 2020年12月のインタビューに続き、葬儀で流されたというマーラーの交響曲第5番第4楽章を併せて放送。
- 中村吉右衛門さんをしのんで（2021年12月18日14:55〜、NHK総合）- 歌舞伎の名場面、須磨浦やNHK所蔵の秘蔵映像を交え、故人の人柄や功績を語る。スタジオゲスト：尾上菊之助、渡辺保（演劇評論家）VTRゲスト：中村歌六、麻美れい、十代目松本幸四郎
- NHK映像ファイル あの人に会いたい 二代目中村吉右衛門（歌舞伎俳優）（2023年11月25日05:40～05:50、NHK総合）- 番組では、その人生を追うほか、吉右衛門が1985年にNHK「きょうの料理」に出演したときの映像も紹介された[137]。
- 世界ふしぎ発見!（2024年3月30日、TBS）38年ありがとう！レギュラー最終回SP。思い出の回答者「のちの人間国宝」として1995年、51歳時の映像を紹介。「これが分かれば考古学者になってますよ」とコメント。

### ラジオ番組
- 吉右衛門おとこの詩（TBSラジオ）

### CM
- 電電公社（現・NTT）「赤電話PR写真」（1955年頃？）歌舞伎座に委託公衆電話（赤電話）が初めて楽屋に設置された際、PR写真の子役モデルとして出演。（中村萬之助時代）[138]
- 日立製作所「キドカラー」（1977年 - 1978年前期?）フラワートラベリンバンド「MAKE UP」をBGMに、紙吹雪が舞う中、歌舞伎役者（吉右衛門）が踊る。『オール大衆　12月号』（1977年、経済通信社）ハイクロマ　二代目中村吉右衛門　kidocolor広告。
- 同上「でかでか26伝統美センサー・二代目襲名篇」（1978年後期）1シーンのみ出演。ナレーターは納谷悟朗。
- ネッスル日本「ネスカフェ・ゴールドブレンド」
  - 「違いがわかる男（ヒト）」中村吉右衛門篇（シリーズ3代目） / 1972年：ACCCMフェスティバル第12回テレビフィルムCM部門秀作賞。
    - 電通の元副社長、百瀬伸夫によれば、「日本の和の心を表現できるプロ中のプロ」として三代目篇の出演オファーをかけた。出演自体は快く了解してもらえたが、すでに”違いが分かる男”のCMは初代の松山善三篇からかなりの話題となっており、吉右衛門は「TVCMを通じて多くの人の目に自分の姿をさらすことになりますが、私は歌舞伎役者だから、話題となっている広告には普段着で出演することはできません。そうでないと、お客様に対して失礼になる。このことだけは、どうしても譲れません」と言ったため、スタッフは頭を抱え、ぜひゴールドブレンドを飲んで寛ぎ、リラックスした姿を見せて欲しいと懇願し続けたところ、吉右衛門は熱意に押されたのか根負けしたのか、セーター姿の出演を受け入れたという。撮影日、すでに歌舞伎の稽古に入っていた吉右衛門は、激しい稽古で疲労困憊の中、這うようにして撮影現場に入ってきたが、カメラの前に立つと、一変して毅然とした姿勢となった。CMデザイナーの白須敬之はそのプロ魂に、CMの企画コンセプトである「一芸に秀でた」、精進を怠らない、本物の”違いがわかる男”を感じ、目を瞠ったという[139]。

  - 「新・違いを楽しむ人たち」他3本 / 2004年
- 三陽商会「かまえてみたって、始まらない。－ザ・スコッチハウス」（1981年）カラー写真のスチール（ファッション）モデル。黒ボーダーの半袖ポロシャツにプロデューサー巻きで白いアウターを着用、レモンを放っているポーズ。週刊サンケイ掲載。
- 第一製薬「カロヤンハイ・カロヤンS」（1982年 / 現・第一三共ヘルスケア）
- 味の素ゼネラルフーヅ「グランデージ千年コーヒー」1983年「グランデージ・女・永遠」篇。ACCCMフェスティバル（第23回秀作賞）、1983-4年「魔のように黒く」篇、1984年「無の贅沢」「無の贅沢2」篇
- サントリー ラジオCM（1991年）「山崎」「作家のキープボトル」篇」 - ACC CMフェスティバル第31回全日本CM大賞、CM殿堂入り第13回（作品№31）。
- ハウス食品
  - 「六甲のおいしい水」（1990年代、2000年-2001年6月まで「水を買う」「水を捜す」篇）
  - 「カレーはハウス」（1993年）
  - 「シーフードのためのカレーです。」「ビーフのためのカレーです。」（1997年 - 1999年）
  - 「100周年企業広告」（2013年）
- JRA（日本中央競馬会）「ボクのケイバ・あなたのケイバ」天皇賞（秋）篇（本木雅弘と焼肉を食べつつ「スタミナ」を推す）、菊花賞篇（本木と弓道）、有馬記念篇（1996年、ゲスト出演）
- ブランパン
- 1996年もしくは1997年頃の真夏、雑誌の取材で前社長のビーバーをローザンヌに訪問し紹介。2002年に再び雑誌取材、妻と末娘（着物姿）を伴いスイスへ。工房なども紹介[140]。
- 宗家 源吉兆庵
- 「婦人画報」2003年8月号、10月号、12月号　連載「中村吉右衛門の役者歳時記」の次ページに吉右衛門のミニエッセイ付き広告掲載。
- 2003年12月22日、2008年12月24日、山陽新聞に写真掲載。
- 2012年12月24日より岡山ローカルCM開始。吉右衛門丈が国宝「四季花鳥図」（狩野永徳）と出会うシーンが映し出される（山陽新聞2012年12月24日号）。
- TBS系はなまるマーケット出演時に和菓子「あんとろり」の紹介（2012年8月14日）。
- 日本エアシステム（1990年 - 1991年）ホノルル線就航篇「ハワイが、近い。6月3日　JAS　HAWAII」日本人の感性篇「人の心が、人を和ませる。人をもてなす、大切な心」
- 三井信託銀行（～2000年？）ノベルティ・中村吉右衛門コレクション（初代も好んで使用したという、播磨屋ゆかりの文様「吉菱」をあしらったグッズ。菓子鉢、マグカップ、冷茶グラス、湯呑み、花器、巾着、謹製手ぬぐい、お弁当箱＆ミニ風呂敷など）
- Cartier（カルティエ）「CREA」2000年12月号にて、トリニティ　リングの編集と広告のタイアップ記事としてエッセイを執筆。
- ラインアート・シャルマン　10周年記念カタログ　寄稿（眼鏡についての話題やデザインのアイデアなど）
- シャープ「プラズマクラスター加湿空気清浄機」（2010年）「発見！プラズマクラスター・中村吉右衛門篇」
- SMBC日興証券（2018年、2019年）歌舞伎俳優・100TH「その人生に、SMBC日興証券」篇
- Papas company（2004年 ｰ 2021年6月[141]）スチール（ファッション）モデル。文芸春秋、週刊文春などに掲載

### 舞台
- 文学座第71回公演「明智光秀」（1957年、東横ホール） - 明智光慶、森力丸 役。劇作家・福田恆存が「史劇」の創造に取り組んだ最初の作品。
- 歌舞伎と文楽の提携による試演会「嬢景清八嶋日記」（1959年、新橋演舞場） - 土屋郡内 役。同年4月28日、NHK総合にて舞台中継。
- 東宝グランド・ロマンス、第十五回芸術祭主催公演「敦煌」（1960年、東京宝塚劇場） - 尉遅光 役
- 東宝劇団旗揚げ公演「野薔薇の城砦」（1961年、東京宝塚劇場） - 芹沢平九郎 役
- 東宝劇団特別公演「有間皇子」（1961年、芸術座/大阪産経会館） -　有間皇子 役。八代目松本幸四郎依頼による福田恆存の「史劇」第二弾。
- 東宝現代劇「蒼き狼」（1963年、1964年、読売ホール / 東京宝塚劇場） - カサル 役
- 東宝・明治座提携、東宝劇団九月特別公演「原田家の人々」「新平家物語 清盛と常磐」「さぶ」（1964年、明治座） - 堀内茂助 役、光巌 役、さぶ 役
- 東宝現代劇、第十九回芸術祭主催公演「墨東綺譚」（1964年、芸術座） - 種田順平 役
- 東宝劇団6月特別公演「般若寺絵巻」(1965年、東京宝塚劇場） - 木工右馬允知時 役
- 東宝現代劇名作公演「赤と黒」（1966年、芸術座） - ジュリアン・ソレル 役
- 東宝現代劇特別公演「太宰治の生涯 同氏作品集より」（1967年、芸術座） - 私 役
- 東宝七月特別公演「弥次喜多　東海道中膝栗毛」（1968年、東京宝塚劇場）- 喜多八 役　宮城まり子（女郎お鹿役）の前で、当時の宮城のヒット曲「ガード下の靴磨き」を歌う場面があった[18]。
- 東宝みどりの会第一回公演「巨人の星」（1969年、芸術座） - 星一徹 役
- 六月新派公演「滝の白糸」（1972年、国立劇場大劇場） - 村越欣弥 役。
- 中村吉右衛門・若尾文子帝劇五月特別公演「暗闇の丑松」（1973年、帝国劇場） - 美濃半の煮方丑松 役
- 第二回十月新派公演「婦系図」（1973年、国立劇場大劇場） - 早瀬主税 役。1974年1月に前・後編としてNHK総合にて中継。
- 第3回十月新派公演「日本橋」（1974年、国立劇場大劇場）- 医学士葛木晋三。
- 新派初春公演、中村吉右衛門特別参加「金色夜叉」（1976年、新橋演舞場） - 間貫一 役。同年4月9日、NHK総合「金曜招待席」にて舞台中継。
- 「菊櫻　加賀百万石の夫婦」（1978年、帝国劇場）- 前田犬千代 （前田利家）役
- 大阪新歌舞伎座5月薫風公演「日本巌窟王」（1980年、新歌舞伎座）- 葵月之介 役。5月1日～25日公演、NHK水曜時代劇「日本巌窟王」の舞台化。
- 国立劇場第44回舞踊公演「道成寺の舞踊」（1983年、国立劇場大劇場）- 大館左馬五郎照剛 (5月27日18時～、京鹿子娘道成寺）
- 新橋演舞場創立60周年記念、六月特別公演「華岡青洲の妻」（1984年、新橋演舞場） - 華岡青洲 役。同年9月9日、NHK総合「芸術劇場」にて舞台中継。
- 「人生劇場より　今ひとたびの修羅」(1985年3月、新橋演舞場）- 飛車角 役。[142]昼夜上演、尾崎士郎原作、宮本研脚本、木村光一演出。
- 「おさん茂兵衛」（1987年、日生劇場）- 手代茂兵衛 役。内儀おさん役の若尾文子とは13年ぶりの共演。若尾は共演に際し、86年10月にNHKの廊下で「武蔵坊弁慶」出演の吉右衛門に挨拶とコメント[143]。
- 第1回「松かぜの会」（1987年、国立劇場小劇場）4月27日、実母が開催した小唄の会に実兄幸四郎、甥の染五郎と唄で参加。
- 「羽衣会」（1988年、国立劇場）9月28日、主催：中村芝翫、常磐津「山姥」の山樵で出演
- 松正子　薫風曲「額田王」発表（1989年、三越劇場）4月15，16日開催。15日夜「青海波」に出演。
- 「蜘蛛巣城」（2001年、新橋演舞場）ｰ 鷲津武時 役。シェイクスピアの戯曲「マクベス」を下敷きにした黒澤明監督作品・映画「蜘蛛巣城」の舞台化。
  - 共演した麻美れいが「中村吉右衛門さんをしのんで」に出演し、思い出話を披露した。また、狂言師の茂山宗彦も自らの公開オンラインミーティングで稽古の思い出を語った[144]。
- 朗読劇「ラヴ・レターズ」（2002年、PARCO劇場） - アンディ 役
- 平清盛生誕九百年記念公演 第29回平家物語の夕べ「祇園精舎」、「入道死去」「慈心房」「祇園女御」（2018年、国立能楽堂） - 朗読、共演：若村麻由美
- 「四世望月朴清　十三回忌　和のひびき　世界平和　鼓の会」（2019年、歌舞伎座）- 特別出演　勧進帳　読上げ
- 中村吉右衛門配信特別公演「須磨浦」[145]（2020年、国立能楽堂収録、イープラス「Streming＋」にてネット配信） - 熊谷次郎直実 役。コロナ禍にともなう休演中のため、無観客収録・配信。

## 創作・復活上演作品

### 歌舞伎
松貫四という筆名で各作品の監修、構成、脚本、補綴を担当している。
- 『勧善懲悪覗機関』（かんぜんちょうあくのぞきからくり）
  - 内容：通称「村井長庵」。河竹黙阿弥47歳の時の作品を復活上演。松貫四の名をまだ使用していない時代。村井長庵と紙屑買久八で国立劇場優秀賞を受賞。
  - 初演：昭和54（1979）年8月、国立劇場小劇場
- 『再桜遇清水』（さいかいざくら みそめの きよみず）
  - 内容：寛政5年（1793年）江戸市村座で初演された初代松貫四作の『遇曾我中村』（さいかい そが なかむら）を仕立て直した清玄桜姫物。松貫四初の創作作品
  - 初演：昭和60年（1985年）6月、琴平町金丸座
  - 再演：平成16年（2004年）4月、金丸座　第20回記念公演、平成29年（2017）9月　歌舞伎座　秀山祭九月大歌舞伎　夜の部[146]
- 『桑名屋徳蔵入舩物語』（くわなやとくぞういりふねものがたり）
  - 初演：昭和61年（1986年）6月、歌舞伎座
  - 「あの人に会いたい　二代目中村吉右衛門」（2023年11月25日、NHK総合）で舞台映像の一部を紹介。
- 『霊験亀山鉾』（れいげんかめやまほこ）
  - 内容：鶴屋南北作。初演は1822年（文政5年）7月、化政期（1804～30年）と呼ばれた時代の作品。「悪」にも美を見出すようになった「悪の華」の代表的作品を、57年ぶりに復活上演。国立劇場にて録画の一般閲覧（カラー）が可能。
  - 初演：平成元年（1989）11月、国立劇場大劇場
  - 再演：片岡仁左衛門が引き継いで手を加え、2002，2009，2017、2023年と再演。
- 『昇龍哀別瀬戸内・藤戸』（のぼるりゅう わかれの せとうち・ふじと）
  - 内容：広島県の宮島厳島神社への奉納のため、能の「藤戸」を下敷きに、反戦をテーマに構成した舞踊劇。三部作の1作目。
  - 初演：平成10年（1998年）5月、宮島厳島神社
  - 再演：平成20年（2008年）7月　比叡山延暦寺（薪狂言）。令和4年（2022）9月　歌舞伎座　秀山祭九月大歌舞伎　第三部、2023年1月29日　NHKEテレ　21時「古典芸能への招待」にて放映。
- 『巴御前』（ともえ ごぜん）
  - 内容：舞踊劇。三部作の2作目。
  - 初演：平成11年（1999年）10月、琴平町金丸座
- 『白鷺城異聞』（はくろじょうものがたり）
  - 内容：構成・演出。天下無双の剣豪、宮本武蔵にまつわる史実や伝説を取り入れ、生と死、平和へのメッセージを込めた作品。
  - 初演：平成11年（1999年）10月、姫路城三の丸広場特設会場
  - 再演：令和4年（2022年）9月、歌舞伎座　秀山祭九月大歌舞伎　第一部　衛星劇場にて2023年10月初放映。
- 『日向嶋景清』（ひにむかう しまの かげきよ）
  - 内容：人形浄瑠璃の『嬢景清八嶋日記』（むすめかげきよ やしま にっき）』を下敷きにした景清物。三部作の3作目。
  - 初演：平成17年（2005年）4月、琴平町金丸座
  - 再演：平成17年（2005年）11月、歌舞伎座
  - 「あの人に会いたい　二代目中村吉右衛門」（2023年11月25日、NHK総合）で舞台映像の一部を紹介。
- 茶番狂言『播磨屋連中手習鑑』
  - 内容：第29回「吉右衛門を囲む会」にて上演された播磨屋門弟による茶番劇。
  - 初演：平成18年（2006年）7月31日、東京會舘
- 『閻魔と政頼』（えんまと せいらい）
  - 内容：能狂言の『政頼』を下敷きにした舞踊劇
  - 初演：平成19年（2007年）6月、東京歌舞伎座、再演：平成20年（2008）4月、名古屋御園座
- 『堀部彌兵衛　清水一角　秀山十種の内　松浦の太鼓　それぞれの忠臣蔵』
  - 内容：宇野信夫が初代吉右衛門にあて書きした作品を監修。昭和49年以来の上演。
  - 初演：平成19年（2007年）12月、国立劇場大劇場
- 『通し狂言　伊賀越道中双六』（いがごえどうちゅうすごろく）
  - 内容：義太夫狂言の名場面といわれながら戦後の上演が二回しかなかった「岡崎」（山田幸兵衛住家）を44年ぶりに復活。「岡崎」を物語のクライマックスとする場割により、通し狂言として上演。劇界で大きな話題となり、歌舞伎作品として初めて「読売演劇大賞」大賞・最優秀作品賞を受賞した。
  - 初演：平成26年（2014年）12月、国立劇場大劇場
  - 再演：平成29年（2017年）3月、国立劇場大劇場（国立劇場開場50周年記念）
- 『競伊勢物語』（だてくらべいせものがたり）
  - 内容：平安文学の傑作「伊勢物語」を題材にした演目の復活上演。歌舞伎座では昭和40年（1965年）以来、実に半世紀ぶりであった。初代中村吉右衛門は大正4年（1915年）と昭和10年（1935年）に紀有常を演じている。
  - 初演：平成27年（2015年）9月、歌舞伎座　秀山祭九月大歌舞伎
- 『神霊矢口渡』（しんれいやぐちのわたし）
  - 内容：近年は「頓兵衛住家」の場だけの上演となっていたが、大正4年に初代吉右衛門が勤めた「由良兵庫之助新邸」の場（2幕）を復活させ、「頓兵衛住家」（4幕）を含め、100年以上も上演されなかった「東海道焼餅坂」（序幕）と「生麦村道念庵室」（3幕）の場を加えて4場の通し上演に再構成した。
  - 初演：平成27年（2015年）11月、国立劇場大劇場
- 通し狂言『孤高勇士嬢景清－日向嶋－』[147]（ここうのゆうし むすめ かげきよ－ひゅうがじま－）
  - 内容：松貫四作『日向嶋景清』に、国立劇場文芸研究会が通し狂言として、前段に1～3幕を加えて再構成。国立劇場にて録画（カラー）の一般閲覧が可能。
  - 初演：令和元年（2019年）11月、国立劇場大劇場
- 『須磨浦』（すまのうら）
  - 内容：「熊谷陣屋」の熊谷直実を新たな角度から見直し、作・演出・主演。能舞台を使い、素面、衣装、道具もほぼ無い状態で演じられた一人舞台。
  - 初演：令和2年（2020年）、国立能楽堂収録、イープラス「Streming＋」にてネット配信、その後NHKにて放映。

### 著書
- 『吉右衛門日記』（1956年、演劇出版社）著者は初代吉右衛門だが、題字は二代目吉右衛門の書いたもの。（小学3年時）[148]
- 『半ズボンをはいた播磨屋』（1993年、淡交社 / 2000年、PHP文庫） ISBN 978-4569574837
- 『物語り』（1996年、マガジンハウス） ISBN 978-4838707089
- 『中村吉右衛門の歌舞伎ワールド』（1998年、小学館）。監修 ISBN 978-4093311120
- 『吉右衛門のパレット』（2000年、新潮社）阿川佐和子との対談集。写真・稲越功一 ISBN 978-4104425013
- 『播磨屋画がたり』（2004年、毎日新聞社） ISBN 978-4620606071
- 『長崎スケッチ』絵はがき集（2005年春頃？、島原半島観光連盟）
- 『夢見鳥』（2019年、日本経済新聞出版社）。私の履歴書 ISBN 978-4532176709
- 『中村吉右衛門 舞台に生きる 芸に命を懸けた名優』（2022年9月5日初版、8月31日発売、小学館）ISBN 978-4-09-388872-1　二代目吉右衛門　四方山日記の単行本化。カレンダー裏に描き込んだラフ画、未完成の絵本「おしばいのえほん」、吉右衛門夫人インタビュー、作家・逢坂剛の特別寄稿。写真集「歌舞伎俳優二代目中村吉右衛門」別冊の「芸談　役を生きる」を第3章に上演記録追加の上再録。

連載
- 茶のある暮らし　なごみ「役者の素顔」「蝸牛のツラネ」（1986年1月 ｰ 12月号、1990年1月 ｰ 1992年12月号。淡交社）「半ズボンをはいた播磨屋」として単行本化。
- 鳩よ！「休憩時間」（1994年3月-95年8月号、マガジンハウス）加筆修正・再構成され「物語り」として単行本化。
- 朝日新聞夕刊・芸能欄　オフステージ「播磨屋の楽屋ばなし」1-4（1994年3月）
- 毎日新聞・サンデー毎日「播磨屋の楽屋で一服」（毎日新聞夕刊：全24回、第2・第4火曜日掲載。2001年1月9日 - 12月25日／サンデー毎日：全26回、2002年10月13日号 - 2003年4月13日号）。『播磨屋画がたり』に抜粋して収録されている。。
- 婦人画報（2003年1月-12月号、アシェット婦人画報社）「中村吉右衛門の役者歳時記　中村吉右衛門が描く歌舞伎絵12ヵ月」銀座百点[149]の対談中に山本容子に相談して開始した、歌舞伎の場面をテーマにしたフルカラーの一枚絵と、その月にまつわる談話。12回の連載。
- 読売新聞朝刊「時代の証言者」（2006年5月10日 - 6月8日）全22回。金曜日、日曜日を除く月～木、土曜の週5回掲載。
- 日本経済新聞「私の履歴書」（日本経済新聞社）『夢見鳥』に収録。
- 朝日新聞「語る　人生の贈りもの」[150]（2017年7月10日 - 7月28日、朝日新聞）
- WEBマガジン『本の窓』「二代目中村吉右衛門　四方山日記」稀代の名優が描き綴る　舞台のうちそと（2020年-2022年、小学館）2022年3月号にて最終第23回と第7～9回の再録を掲載。2022年9月『中村吉右衛門 舞台に生きる 芸に命を懸けた名優』として単行本化。連載中はコラムに娘であるkyokoのイラストも掲載されており、親子共演となっていた。

### 作詞
「翼をください」「虹と雪のバラード」を作曲し、荒井由実（現・松任谷由実）や、イエロー・マジック・オーケストラ（YMO）などをプロデュースした作曲家・村井邦彦は暁星学園の同級生で、中学時代にできた初めての親友。放課後に萬之助（吉右衛門）宅に集まり、村井がピアノ、萬之助がベース、染五郎がドラムで、よくジャズセッションをしており、文化放送でオンエアされたこともある。また、村井は荒井由実をプロデュースする際にデモテープをもう一人の女性歌手と比較して吉右衛門に聴かせ、吉右衛門は荒井の方が良いと思うと言い、村井は「君もそう思うか」と言ったという。ランブリン・マン（ザ･マイクスのデビューシングル、1967年10月発売）の作詞の経緯を吉右衛門は「京都で撮影中の僕に村井から電話が入り、「B面なんだが急がなければならない。何か詞ができないか」。即座に作って電話で伝え、スタジオで録音に立ち会いました」と語っている。
- ザ・マイクス『ランブリン・マン』作詞：波野久信、作曲：村井邦彦（波野久信は改名前の本名（二代目 聞き書き 中村吉右衛門より））。

## 写真集・関連書籍・DVD特集・雑誌記事
- 『世界画報 4月号』（1959？、国際情報社）グラビア 本誌特写　期待のルーキー　市川染五郎　中村万之助　キャプションは染五郎の聞き書き（もしくは文）。
- 『面白倶楽部 9月号』（1960.08、光文社）グラビア ホープ3人（歌舞伎）中村万之助（吉右衛門劇団）吉右衛門が生前、染五郎、万之助というふたりの孫を眼の中に入れても痛くないほど、かわいがっていた話は有名だが、特に万之助の場合は、早くから自分の名前養子にするほどの気の入れよう。ゆくゆくは、二代目吉右衛門襲名を約束されている。ー暁星中学へ通学するかたわら、役者修行怠りなく、兄染五郎と並んで十代歌舞伎のホープとウワサされている。無口でおとなしい反面、シンは強い。（解説：大木豊）
- 『演劇界　1月号』（1963年、演劇出版社） 東西の舞台から 舞台の若者たち ＜中村万之助＞ / 藤間正子
- 『週刊明星　6月16日号』（1963年、集英社） どうぞごひいきに･･･　ジャズ・コンボを結成した市川染五郎と中村万之助　麻布東急アパートの染五郎の部屋で、染五郎がドラム、萬之助がベース、村井邦彦がピアノの稽古中の写真、萬之助が染五郎に姿勢を直されながらドラムの稽古をしている写真、3人がスーツ姿で走る写真など
- 『週刊女性　10月16日号』（1963年、文芸社）飛び立つ若獅子　染五郎・中村万之助兄弟ヨーロッパへ･･･
- 『週刊明星 　7月11日号』（1965年、集英社） 今週のグラフ　前進する兄弟！二代目中村吉右衛門を襲名する中村萬之助と兄染五郎　市川染五郎、中村萬之助兄弟の最近の活躍は目をみはらせるものがある。ー襲名を発表した25日
- 『週刊明星　8月1日号』(1965年、集英社）”東海道四谷怪談”で熱演の中村萬之助5時間近い芝居をノーカットの全幕通し上演
- 『週刊読売　7月11日号』（1965年、読売新聞社） 人 吉右衛門を襲名する / 中村万之助　似合うアイビー・スタイル　東京・有楽町の東宝別館けいこ場で、芸術座の7月公演「東海道四谷怪談」の本ヨミが終わったところで、万之助をつかまえた。態度も服装も折りめのキッチリした青年だ。ー昨年暮れから目を悪くして、しばらく休養したが、健康も回復した。これからが期待される。なんといっても21歳の若者だ。「早稲田ですか。むろん卒業するつもりです。卒論は、ラディゲなんかどうかと考えているんです。作品が少ないですから。それからモリアック。カトリックの学校へ行きましたからね。モリエールは、役に立つでしょうが、作品をぜんぶ読むだけでもたいへんです」（文：村尾清一）
- 『サンデー毎日　7月25日号』（1965年、毎日新聞社）　表紙：中村万之助
- 『週刊明星 9月5日号』（1965年、集英社） 特集　ルーキー新一　ブームを呼ぶ兄弟！鎌倉の海に遊ぶ市川染五郎・中村萬之助　お揃いに見えるチェックのシャツと青い半ズボン姿で、染五郎が何かを指さす方向を見ている萬之助。キャプション：「稲村ヶ崎の海岸で久しぶりの休日を楽しむ兄弟。常に前進する2人だ･･･」
- 『婦人生活　9月号』 （1965年、婦人生活社） 期待を背負って･･･　現代の新しい二枚目　中村萬之助
- 『ヤングレディ　11月22日号』（1965年、講談社）グラビア　市川染五郎、中村万之助　背中合わせでふざけあう兄弟の写真
- 『演劇界 9月臨時増刊号　中村吉右衛門』（1966年1月1日、演劇出版社）初代吉右衛門の追悼号を兼ねており、17世勘三郎、8世三津五郎、2世又五郎、13世仁左衛門、6世歌右衛門、14世守田勘弥の追悼寄稿がある。幼少期、萬之助時代の写真（女方写真4枚、東宝「赤と黒」舞台写真、プライベート写真）もある。戸板康二の新吉右衛門論、父幸四郎の新吉右衛門への手紙、新しい吉右衛門への100の質問など。
- 『週刊現代　5月5日号』（1966年、講談社） "ヌード"と対決する中村萬之助　どうしためぐりあわせか、この五月には、舞台と映画で、スタンダールのものが”競演”されることになったー異色といえば、「この劇の宣伝ポイントは、萬之助」という東宝の態度。秋十月に中村吉右衛門を襲名する萬之助へのはなむけかどうか、何がなんでも”萬之助”で押している。ー
- 『週刊現代　9月8日号』（1966年、講談社） アップ’66　一メートル八十センチの新・吉右衛門　中村萬之助（カラー1ページ）「（前略）二つ違いの兄、市川染五郎が、すでに人気俳優としての地位を確保しているのにくらべて、萬之助は、そののんびりした性格のためか”地味な役者”という印象を与えていたが、五月の芸術座公演「赤と黒」のジュリアン・ソレルなどは、”主役””看板役者”としての責任を、じゅうぶんに果たしたといえるだろう。（後略）」撮影・木村恵一
- 『週刊明星　9月4日号』（1966、集英社） グラビア
- 『国際写真情報12月号』（1966年、国際情報社）歌舞伎二代目中村吉右衛門襲名
- 『演劇界　2月号』（1967年、演劇出版社） 若手俳優論 中村吉右衛門 / 渡辺保、本社特別撮影 グラビヤ 連載 若手俳優 / 中村吉右衛門『女学生の友』（1967年5月号、小学館）カメラ特集　中村吉右衛門　新コンビです、よろしく　女優とだるま落としを倒す写真
- 『演劇界　9月号』（1967年、演劇出版社） 昭和二桁生れ、歌舞伎の群像 市川染五郎・中村吉右衛門・中村米吉・市川銀之助 / 和角仁
- 『週刊明星　1月7日号』（1968年、集英社） グラビア　和室でニュー·イヤー!　中村吉右衛門＋野川由美子　グッと日本調に
- 『東宝』（1968年11月号）中村吉右衛門・岡田茉莉子　カリーライス誕生
- 『主婦の友　1月号』（1969年、主婦の友社）グラフ　張り切る青春コンビ　中村吉右衛門・酒井和歌子　(P14）
- 『週刊TVガイド』（1969年3月7日特大号）ポーラ名作劇場「ながい坂」広告　新番組　昭和元禄の若者に･････吉右衛門が吐露する痛切な”男の心情”
- 『サンケイ新聞　週刊TVニュース』（1969年3月15日号、サンケイ新聞社）「ながい坂」一面で特集
- 『演劇界　5月号』（1969年、演劇出版社）特集 俳優わが子を語る ●松本幸四郎から中村吉右衛門へ / 松本幸四郎 ; 中村吉右衛門
- 『週刊平凡　5月29日号』（1969年、平凡出版)　凛々しい男/中村吉右衛門 / 橋本敬之亮
- 『主婦の友　6月号』（1969年、主婦の友社）愛と争い　私たちの場合　中村吉右衛門　兄弟とはいったい何なのかそれぞれ人気者の兄弟　舞台では常に果たし合い
- 『少年キング　8月3日号』（1969年、少年画報社)【映画紹介】夏休み戦争特撮映画「ああ海軍」（p186）
- 『週刊平凡　8月21日号』（1969年、平凡出版)　｢このひたむきな恋をなんとか実らせてやりたい｣と母･藤間正子さん 中村吉右衛門が命がけの恋!
- 『サンデー毎日 9月21日号』（1969年、毎日新聞出版）フランス娘と吉右衛門の恋（p42-43）
- 『週刊平凡　10月23日号』（1969年、平凡出版)　ブラウン管の向こう側（p155）むっつり右門を演じる中村吉右衛門。「いままで地味な役が多かったので、この役を当たり役にしたい」
- 『家庭全科 11月号』(1969年、国際情報社）ボクのおしゃれひとこと:中村吉右衛門
- 『ティーンルック　2月号』（1970年、主婦と生活社）GOGOチャンネル（p95）日本テレビ系に出演中の中村吉右衛門さん、すっかり"むっつり右門"役が板についてきた感じだ。
- 『東宝　2月号』（1970年）特集　中村吉右衛門のすべて、表紙「雪国」
- 『女性自身』（1970年、光文社）中村吉右衛門&若尾文子　中村吉右衛門と若尾文子の交際は愛に変わるか　東宝公演「雪国」がきっかけ
- 『週刊平凡　7月22日号』（1971年、平凡出版)　中村吉右衛門が絶対安静2か月
- 『週刊平凡　1月6日号』（1972年。平凡出版）来春再婚?!吉右衛門の母もみとめたふたりの仲 若尾文子と中村吉右衛門が熱愛!
- 『週刊TVガイド　9月1日号』（1972年）テレながらベッド・シーン　いま炎のとき　中村吉右衛門と酒井和歌子
- 『微笑』（1972年12月9日号、祥伝社）若尾文子・中村吉右衛門が迎えた愛の破局 その全真相
- 『演劇界　2月号』（1973年、演劇出版社）若手俳優技芸論 中村吉右衛門・その実在感 / 大笹吉雄
- 『週刊平凡　10月17日号』 （1974年、平凡出版）おしゃべりジャーナル 幼なじみと婚約､来年挙式 / 中村吉右衛門
- 『週刊明星　8月18日号』（1974年8月、集英社）誠実な愛がいま花開く･･･中村吉右衛門(30）が慶大生山本知佐さん(18）と晴れて婚約
- 『演劇界　3月号』（1975年、演劇出版社）表紙 鎌倉三代記 ＜中村吉右衛門の高綱＞ / 梅村豊
- 『週刊明星　5月25日号』（1975年6月、集英社）中村吉右衛門が華麗な挙式!
- 『週刊平凡　10月23日号』（1975年10月、平凡出版）中村吉右衛門におめでた!だが…
- 『演劇界　１月号』（1976年、演劇出版社）特集 新婚夫婦アツアツ風景 一周り違いの幼な馴染 / 中村吉右衛門･波野知佐
- 『週刊明星　5月16日号』（1976年、集英社）中村吉右衛門､森山良子に喜びの赤ちゃん誕生
- 『家庭画報』（1976年6月号、家庭画報社）
- 『週刊明星　6月27日号』（1976年、集英社）希望通りの女児を抱いて…中村吉右衛門一家
- 『演劇界　12月号』（1976年、演劇出版社）俳優論 中村吉右衛門 / 水落潔
- 『演劇界　7月号』（1978年、演劇出版社）グラビヤ8頁　俳優論の主役＜中村吉右衛門＞
- 『週刊明星　12月3日号』（1978年、集英社）中村吉右衛門､愛娘 喜びの七五三
- 『アサヒグラフ』（1981年1月16日増大号、朝日新聞社）「かぶき新時代－娘たちを酔わせる若手花形」
- 『小学六年生　4月号』（1981年、小学館）TV、芸能チャンネル　新・斬り捨て御免！についての記事。
- 『婦人倶楽部　1月号』（1984年、講談社）父と娘のデート / 中村吉右衛門
- 『婦人倶楽部　1月号』（1985年、講談社）女性ばかりにかこまれたわが家のお正月 女系家族万歳! / 中村吉右衛門
- 『週刊新潮　7月11日号』（1985年7月11日号、新潮社）「復活・金毘羅大芝居」
- 『FRIDAY　9月13日号』（1985年、講談社）「森村桂さん軽井沢でティールーム店開き」一家5人で森村桂が開店したアリスの丘ティールームへ来ている写真
- 『週刊TVガイド』（1986年4月12-18日号、東京ニュース通信社）クローズアップ　中村吉右衛門
- 『グラフNHK』（1986年5月号、NHK）武蔵坊弁慶特集と表紙。
- 『週刊TVガイド』（1986年11/29-12月5日号、東京ニュース通信社）特集
- 『歴史と旅　5月号』（1986年、秋田書店）NHKドラマ弁慶を演じて / 中村吉右衛門
- 『週刊平凡　6月6日号』 （1986年、平凡出版）チャールズ皇太子夫妻、武蔵坊弁慶の撮影現場を訪問
- 『オール読物　7月号』（1989年、文芸春秋）グラビア 四代目鬼平 中村吉右衛門、登場
- 『FOCUS　6月22日号』（1990年、新潮社）tour「船乗り込み」は観光遊覧船で－米国の「歌舞伎処女地」に挑んだ中村吉右衛門の強行軍
- 『サライ　4月4日号』（1991年、小学館）★ファッション「ペッカリー」モデル：中村吉右衛門
- 『婦人公論』（1999年2月7日、中央公論新社） 娘4人に囲まれた果報者、わが家の「若草物語」 （p.42～45）
- 『FRIDAY　4月9日号』（1999年、講談社）
- 『文芸春秋　3月号』（2001年、文芸春秋）グラビア 事件(36)中村吉右衛門の見た「JFK暗殺」
- 『婦人画報』（2003年5月号、アシェット婦人画報社）特別編集　2003歌舞伎ブック　400年目の歌舞伎を楽しもう！　第1章　中村吉右衛門さんに聞く
- 『週刊朝日　2013年4月12日号』（2013年、朝日新聞出版）「80歳で弁慶をやってあの世に」歌舞伎俳優・中村吉右衛門さん　77歳で亡くなる前に明かした"夢”[152]
- 『週刊新潮 2016年2月22日号 別冊』（2016年2月、新潮社）グラビア「週刊新潮」草創期を飾った主役たち 16 松本幸四郎(9世）・中村吉右衛門
- 『週刊新潮　2018年8月2日号』（2018年、新潮社）中村吉右衛門が仰天告白〈ガス管をくわえたことも…〉[153]

### 寄稿・対談・インタビュー
- 『芸術新潮 5月号』（1962年、新潮社） ぴ・い・ぷ・る 中村萬之助《第三回木の芽会をおえて》今回の木の芽会は古典とつけなかつた。また古典とつけたくなかつた。なぜ歌舞伎というとすぐ古典になるのか。そりややつていることは現代人から見れば古いかもしれないが、しかし、役者はわれわれだ。「モダン・ジャズもきき、新しい感覚も身につけた」。これから出る演技は、現代の歌舞伎でなくてなんであろう。われわれは新でもなく、古典でもない現代の歌舞伎を創り出したい。
- 『演劇界 6月号』（1962年5月、演劇出版社） 四月の芝居を見る 木の芽会より 文・中村万之助の日記より
- 『レコード芸術　1月号』（1966.01 音楽之友社）試聴記　お年玉でえらんだ私のレコード：店員さんごめんなさい!「ヴィヴァ・サラ・ヴォーン」 / 中村万之助
- 『別冊女学生の友　オール小説秋号』（1966年？、小学館）中村万之助　寄稿　吉右衛門を襲名するぼくの気持ち
- 『映画情報　6月号』（1966年、国際情報社） スタンダールの地を訪ねて　＜赤と黒＞上演を前に原作の地を訪問　中村万之助
- 『郵政 臨時増刊7月号』（1966年、日本郵政公社広報部門広報部）若い郵政職員の皆さんへ / 中村萬之助
- 『週刊読売　10月7日号』（1966年、読売新聞社）モダン中村吉右衛門の初口上――日出造対談 万之助から〝二代目〟を襲名して / 近藤日出造
- 『婦人生活　12月号』（1966、婦人生活社）スター対談 樫山文枝･中村吉右衛門
- 『人物往来　歴史読本1月号』（1967年、人物往来社）ブロンドと歌舞伎 / 中村吉右衛門
- 『週刊新潮』（1967年4月29日号、新潮社）対談　白川由美＆中村吉右衛門
- 『週刊読売』（1968年1月26日号）対談　中村吉右衛門　太地喜和子
- 『週刊明星　3月30日号』（1969年、集英社）入籍はまだです 星由里子+中村吉右衛門
- 『演劇界 9月号』（1969年、演劇出版社）六〇分の会話 中村吉右衛門と藤村志保
- 『婦人倶楽部』（1969年？、講談社）中村吉右衛門と藤間紀子「兄嫁といっても、兄貴と僕とは年齢も近いし、お嫁さんは僕より年下。それでもお姉さんと呼ぶべき･･･いや、呼びますよ。」
- 『装苑　9月号』（1969年、文化出版局）三つの声（p190-191）今月は梨園の中村吉右衛門丈を、詩人の富岡多恵子さんがお訪ねしました。
- 『季刊同時代演劇1　冬季号』（1970年2月10日）インタビュー　漂泊の演劇と都市の劇場
- 『音楽現代』（1971年5月号、芸術現代社）対談　中村吉右衛門＋黛敏郎「東洋の心・西洋の心」
- 『潮　169号』（1973年7月、潮出版社）対談　伝統をこえる河原乞食の精神 / 岡本太郎 ; 中村吉右衛門
- 『銀座百点』（1973年11月号）座談会　中村吉右衛門・円地文子・戸板康二他
- 『週刊女性　886号』（1975年2月？）岩下志麻対談　第4回　中村吉右衛門　「ポルノ映画を観るよりも自分でする方が楽しいですね」（p38-39）
- 『演劇界　1月号』（1976年、演劇出版社）特集 - 菊･吉を検討する すべてが役者 うちのお祖父さん / 中村吉右衛門
- 『グラフNHK』（1977年9月号、NHK）中村吉右衛門&都倉俊一（作曲家）連載対談　話の招待席「音楽と芝居の世界」
- 『演劇界　11月号』（1977年、演劇出版社）劇評 対談 若手役者との一時間 中村吉右衛門 / 土岐迪子
- 『週刊朝日 1月27日号』(1978年、朝日新聞社）異色座談会　「可能性は惚れることから始まる」広中平祐×三田誠広・中村吉右衛門・竹下景子
- 『主婦と生活　6月号』（1978年5月、主婦と生活社）母を語る / 中村吉右衛門
- 『男が食べたい料理』（1980年、主婦の友社）
- 『文藝春秋　2月号』（1980年、文藝春秋社）中村吉右衛門　（p185～186）
- 『写真工業　9月号』（1981年、写真工業出版社）演劇者に思いやりを　・能舞台の配置・舞台写真その表現と見方　他
- 『太陽　3月号　No.262 』（1984年、平凡社）特集『日本の老舗』十一人が選ぶ馴染みの老舗・贔屓の老舗
- 『アサヒ芸能　5月10日号 』（1984年、徳間書店）連載　舌好調熱愛対談　連載38　中村吉右衛門×三林京子　「”女役者”の雰囲気たっぷり　ぜひ、共演しましょう」（p82-83）
- 『週刊平凡　4月4日号』（1986年、マガジンハウス）野次馬インタビュー/家ではものぐさでずぼらな毎日 / 中村吉右衛門
- 『主婦と生活　8月号』（1986年、主婦と生活社）長時間インタビュー残間里江子が輝く男に迫る（4）中村吉右衛門「もっとはっきり愛情表現をしてくれ、と女房が迫るんです」（p113～119）
- 『演劇　第25号』（1987年10月20日号、御園座）インタビュー
- 『経営者　第41号』（1987年1月、日本経営者団体連盟出版部）伝統と現代　中村吉右衛門VS石井公一郎（p78～83）
- 『珈琲に訊いた話』（1987年5月頃？、AGFグランデージ景品）寄稿「優しいコーヒー」
- 『東京人　7月号』(1990年、都市出版）東京人インタビュー　ジャズ　スピード　マリリン・モンロー　中村吉右衛門（p24～）
- 『図書　第500号』（1991年2月1日号、岩波書店）寄稿　歌舞伎インUSAー嵐の前の慌しさー
- 『歌舞伎俳優大百科』（1993年、実業之日本社）責任編集：赤坂治績　俳優インタビュー「中村吉右衛門ひとり語り」
- 『日経アントロポス』（1993年7月号、日経ホーム出版）インタビュー「タフな女性より頼もしくなるのは至難の業」
- 『サンデー毎日 11月21日号』（1993年、毎日新聞出版）対談　小宮悦子のおしゃべりな時間
- 『自警　1月号』（1994年、警視庁警務部教養課　自警会）強くて優しい鬼の長谷川平蔵～鬼平と語る平成の警察～ / 第79代警視総監の吉野準が吉右衛門にインタビュー。S58年頃、金丸座が現在地に移転した際に香川県警本部長だった吉野は「ここで芝居ができないか」と当時の県知事や町長に働きかけていたという。その後「すばらしき仲間」で吉右衛門たちの「ここで芝居をやりたい」という言葉が決定打となり「県警本部長がなにやらゴチャゴチャ言うとったが、ほんまにそうか」と地元代表が松竹の本社に行って決めてきた、と語っている。
- 『FLASH　5月24日号』(1994年、光文社）FLASHWIDE　鬼平で男を磨け！現代の”鬼平”の象徴、中村吉右衛門、長谷川平蔵を語る(P61-62）
- 『プレジデント』（1994年7月、プレジデント社）池波さんのことを語ろう―平蔵と同じ四五歳になった時、私は実父の演じたこの役を受ける決意をした / 中村吉右衛門
- 『日本ペイントPR誌　可視光』（1994年2月？、日本ペイント）早稲田仏文科時代の同級生である松岡正剛との色をテーマにした対談。「隈取りの紅はいよいよ赤く」1994年2月16日収録。
- 『サンサーラ』（1994年、徳間書店）「直言対論　佐高信の「時代を読む」」ゲスト。（対談日：94.1.20）
- 『月刊茶の間　淡雪号』（1995年2月、宇治田原製茶湯）茶の間インタビュー　中村吉右衛門さん　計算じゃなく、自然ににじみ出てしまうもの、これはもう、どうしようもないんですよ。
- 『日本への毒薬―13人の激辛断罪裁判』（1995年、徳間書店）佐高信　上記の佐高信との対談を収録。「磨かれた男」のダンディズムとは何か　酸いも甘いも噛み分けた「鬼平」／優れた男は女によって磨かれる／人見知りとひねくれ者の共通項／役者と本当の自分の切り替え方／ひねくれ者の渋柿論
- 『目の眼　11月号　No.230』（1995年、里文出版）　座談会「江戸の十手」中村吉右衛門　杉浦日向子　井出正信
- 『江戸の十手コレクション』（1995年、1998年、里文出版）「伝・長谷川平蔵の十手」をメインに、カラーで楽しめる十手の本。中村吉右衛門、杉浦日向子、井出正信の鼎談付き。
- 『CREA 12月号』(1995年、文藝春秋）ロングインタビュー中村吉右衛門「鬼平が語る　吉右衛門とわが娘たち」(p112-）
- 『淡交ムック 紋章とデザイン』（1996年、淡交社）インタビュー：中村吉右衛門、家紋と伝統を語る
- 『週刊文春　阿川佐和子のこの人に会いたい　中村吉右衛門』（1997年6月19日号、文芸春秋）「阿川佐和子のアハハのハ　この人に会いたい2」に収録。
- 『広告批評　201号』（1997年1月号、マドラ出版）対談　中村吉右衛門　天野祐吉　「遊びの国へ出かけよう」
- 『THE21　特別増刊号』（1997年3月号、PHP研究所）目からウロコの時間活用法　時間創造の技術　中村吉右衛門（9p）
- 『同色対談 色っぽい人々』（1998年2月、淡交社）94年日本ペイントPR誌「可視光」対談の単行本化。「18　隈取りの紅はいよいよ赤く」（210p-223p）
- 『別冊家庭画報　古伊万里を楽しむ』（1998年2月、世界文化社）巻頭インタビュー　私の愛蔵品　中村吉右衛門さん
- 『夢を語る役者たち』（1998年、演劇出版社）横溝幸子「男のロマン・毛剃九右衛門」（演劇界平成6年10月号掲載分）「家の芸『俊寛』のアメリカ公演」（演劇界平成8年9月号掲載分）
- 『週刊朝日　9月25日号』（1998年、朝日新聞出版）林真理子対談　マリコの言わせてゴメン!(151)中村吉右衛門「兄と比べられるのがいやで,作家を目指したこともありました」
- 『夫婦の階段』（1999年、日本放送出版協会）谷口桂子　各界の著名人夫婦が「夫婦」を語る。『週刊朝日』連載中のインタビューをまとめた一冊。
- 『旅　10月号』(1999年、JTB）特別企画　中村吉右衛門、旅と芝居を語る　(p147～）
- 『Aff = あふ』（1999年12月、農林水産省大臣官房広報評価課 編）21世紀に伝えたい、ご飯の本当の美味しさ--中村吉右衛門さんに聞く（p.8～11）
- 『阿川佐和子のアハハのハ　この人に会いたい2』（1999年、文春文庫）週刊文春1997年6月19日号の連載対談を収録。文庫版。
- 『中村吉右衛門』（2000年、岩波現代文庫）小宮豊隆　寄稿。”あとがき「初代中村吉右衛門のこと」”
- 『FRaU 8月8日号』（2000年、講談社）早川タケジの「ジャルダン・デ・モード」中村吉右衛門　私なりに、映画は方針をもって見て居ります　スチールモデル系。撮影/沢渡朔
- 『CREA』（2000年12月号、文芸春秋）カルティエのトリニティリングとのタイアップ広告用エッセイ。「ばあやが遺してくれたもの」
- 『毎日新聞　夕刊』（2001年1月9日 - 12月25日、毎日新聞社）連載「播磨屋の楽屋で一服」（播磨屋画がたりに抜粋収録）
- 『家庭画報』（2001年2月号、世界文化社）中村吉右衛門　播磨屋の芸を語る
- 『愛の記憶―Crea due 』（2002年、文藝春秋）『CREA』に掲載されたエッセイを収録。4「ばあやが遺してくれたもの」（p41-52）
- 『家庭画報』（2002年3月号、世界文化社）特別対談「俳優とは」塩野七生さん＋中村吉右衛門さん
- 『おやじ、ありがとう』（2002年、講談社）同タイトルの週刊現代の連載を再構成。コラム：養父の大きさと実父のありがたさ、両父と4歳の当代の写真。（p168-169）
- 『婦人画報』（2003年1月号、アシェット婦人画報社）新連載スタート　特別インタビュー、中村吉右衛門の役者歳時記（1）以後12月まで連載。
- 『和樂』（2003年4月、小学館）特集　江戸人たちの、楽しい生活　＜コラム＞中村吉右衛門（Ｐ88-）
- 『楽屋のれん』（2003年5月、演劇出版社）「演劇界」掲載の連載の単行本化。15 中村吉右衛門（p138-145）
- 『和樂』（2003年9月、小学館）歌舞伎特集：最速ご贔屓への道！役者から歌舞伎入門
- 『月刊文化財』（2003年11月、文化庁 監修 第一法規）　歌舞伎俳優に聞く　中村吉右衛門（p.16～23）
- 『週刊日本の美術館を楽しむ1国立西洋美術館◆◆クロード・モネ［睡蓮］』（2004年、毎日新聞社）連載 美に親しむ（1） 中村吉右衛門　黒門と赤門を並べてみたい　気がつくと、楽屋で役の合間に台本の裏表紙などにスケッチしていたり、目に入ってくるものを写したりしています。ー
- 『朝日新聞文化芸能欄』（2005年5月27日、朝日新聞社）ARTIST MEETS ARTIST「美の共有」人の心に残る芸が役者は大事　対談　田村能里子　中村吉右衛門[154]
- 『月刊現代 11月号』（2005年、講談社） いまの一押しは「プーさんのハニーハント」です　鬼平「東京ディズニーランドにハマる」の記 （p.248～255）
- 『俳句界』（2006年12月？、文學の森）佐高信との「甘口対談」ゲスト。（2回目）2006年11月18日ホテルオークラにて収録。
- 『俳句界』（2007年5月号、文學の森）巻頭インタビュー　中村吉右衛門
- 『詩歌（うた）と俳句の湧き口―生命（いのち）のリズムを語る20人 佐高信対談集』（2007年、七つ森書館 ）「世界遺産「歌舞伎」を遊ぶ」（p233-247）
- 『吉右衛門句集』（2007年、本阿弥書店）初代吉右衛門の句集。新装版出版につき、帯に寄稿。
- 『わたしの失敗（3） 著名35人の体験談』（2008年、産経新聞出版）『産経新聞』連載のインタビューを単行本化。15 中村吉右衛門さん（p124-133）
- 『東京人 11月号』（2008年、都市出版）特集 そば　行きつけの店、好きな味　中村吉右衛門（P42-43）
- 『芸術新潮』（2009年2月、新潮社）私の好きな西美の1点／印象派の"名優"　中村吉右衛門[155]
- 『週刊文春　9月1日号』(2011年、文藝春秋）グラビア　（祝）人間国宝認定　独占インタビュー　中村吉右衛門
- 『花とフォルムと 転換する時代の歌舞伎評論』（2011年7月、朝日新聞出版）中村哲郎・著。インタビューを掲載。62 こんぴら歌舞伎大芝居讃（p320-333）
- 『文芸春秋』（2011年11月、文芸春秋）中村吉右衛門 初告白 私の胆石との長い闘い（p322～326）
- 『週刊朝日　11月23日号』（2012年、朝日新聞出版）中村吉右衛門さん　スケッチを通した意外な体験[156]
- 『家庭画報 12月号』（2012年、世界文化社）父と娘の肖像 中村吉右衛門（歌舞伎役者）×波野瓔子
- 『池波正太郎生誕90年（没後30年）記念総特集』（2013年1月/2020年12月、河出書房新社）インタビュー　長谷川平蔵に学んだこと（230p-235p）
- 『週刊朝日　4月12日号』（2013年、朝日新聞出版）寿「歌舞伎座」こけら落とし大解剖　吉右衛門が語り尽くす
- 『天野祐吉対話集─さよなら広告 さよならニッポン』（2014年、芸術新聞社） 広告批評201号の対談　中村吉右衛門「遊びの国へ出かけよう」の単行本化。
- 『文芸春秋』（2013年5月、文芸春秋）二大告白　中村吉右衛門　市川染五郎
- 『サピオ 2月号 』（2014年、小学館）文化 ：まずは己を知り、自国を知ってこそのグローバル そろそろ日本人の「情」を見直す時ではないか　中村吉右衛門　16p
- 『オール読物 70巻 6号』 （2015年5月増刊、文芸春秋)　私にとっての長谷川平蔵　中村吉右衛門　（304p)
- 『五郎治殿御始末 中公文庫 あ59-3 改版』（2014年、2021年、中央公論新社）浅田次郎の小説。巻末に浅田次郎との映画化記念対談「明治維新は歌舞伎にとってもたいへんだった」
- 『オトコの別腹スイーツガイド』（2015年、朝日新聞出版）『朝日新聞』夕刊連載を単行本化。「鍵善良房」の甘露竹[157]をお勧め。本人のコメントとともに紹介。
- 『PHP　2015年9月10日号』（2015年9月、PHP研究所）寄稿「決められた道を、自分らしく歩む」（41p）
- 『古典の男たち』（2015年11月、マガジンハウス）伝統芸能の名人達のロングインタビュー。 「こんなもんじゃないッ、こんなもんじゃないんです。僕なんて全然、足りません。」（6p-13p）
- 『コンフォーツ　オンタイム』（2017年8月・9月、東急ホテルズコンフォート編集室）中村吉右衛門　二代目としての矜持（表紙、P4-P7）
- 『サンデー毎日 2018年9月9日号』（2018年9月、毎日新聞出版）対談　艶もたけなわ　阿木燿子　中村吉右衛門（56p）
- 『文藝春秋　2020年10月号』（2020年10月、文藝春秋）寄稿　「歌舞伎再開 半年ぶりの舞台で」（p192-199）
- 『スポーツのうた 世界の子どもがハイクをよんだ （地球歳時記）』（2021年、JAL財団）序文
- 『わたしのなつかしい一冊』（2021年、毎日新聞出版）2 道に迷ったときに　中村吉右衛門・選 『紫陽花舎随筆』（鏑木清方）
- 『ラジオ深夜便　2021年4月No.249号』（2021年4月、NHKサービスセンター）インタビュー「伝統歌舞伎の継承が使命」（16p）2020年12月の放送をまとめたもの。

### LP・カセット・ビデオ・CD・DVD（ブルーレイ）
- 『新日本風土記　飛騨路をゆく』（1971年5月、東宝レコード）2枚組のLPレコード。語り。吉右衛門27歳頃の録音。NHKの紀行番組のように、名古屋から高山、古川を経て白川郷までの飛騨の風物を馬子唄や木やり、祭りの音声、当時の列車の車内アナウンス、地元の古老の談話などを交えて紹介。漢詩紀行と同じく、共演の佐々木愛と交互にナレーションしながらの進行。
  - SIDE1：A面「高山まで」B面「高山と古川」
  - SIDE2：A面：「白川郷への道」、B面：飛騨民謡。
- 『よみがえる東塔　変身の曼陀羅』（1982年、TVC山本）織田信長の焼討ちによって焼失した法華総持院東塔の400年ぶりの再建を軸に、内海俊海師の千日回峰の修行を横糸とし、昭和52年から4年にわたる長期ロケで日本文化の原点を比叡山の中に探る長編記録映画。製作・山本丈晴、塚田圭一。構成・杉山義法。監督・田畑慶吉。音楽・松村禎三。解説・中村吉右衛門。1982年3月完成。35ミリ118分。82年、アメリカのアカデミー賞長編ドキュメント部門参加作品。VHSビデオ、DVDが販売されていたが現在は廃盤。カーリルローカルにて図書館横断検索可能。
- 『世界最長の河ナイル 1、2 新世界紀行 悠久なる大河編 河口から5,000キロ』（1991年、パック・イン・ビデオ）東京放送放映「新世界紀行」のビデオ。ナレーションで出演。
- 『石川忠久の漢詩紀行100選』（1996年、2020年、NHK）公式のサイトの出演者欄には未掲載だが、6巻-10巻に朗読を収録。
- 『中村又五郎による歌舞伎の世界　光の巻』（1996年、バンダイビジュアル）VHS　中村吉右衛門と語る「播磨屋の芸」収録。
- 『キングCD文庫 ホッと倶楽部　極めつけ名人芸 歌舞伎十八番～勧進帳～』（1998年、キングレコード）内容は8世松本幸四郎、17世中村勘九郎、7代目尾上梅幸、中村萬之助
- 『古事記』（2006年、新潮社）中村吉右衛門／朗読。「上つ巻」「中つ巻」「下つ巻」（以上CD9枚）。他のナレーション物と異なり、BGMが全くない。古事記独特の神々の長く続く名前の系譜の読み上げを、人物がステージに登場するように表現したり、因幡の白兎などの動物はキャラクターで語るなどしている。
- 『NHKスペシャル 空海の風景』（2006年、 NHKエンタープライズ）DVD2枚組。
- 『阿部一族　ディレクターズ・カット』（2008年、松竹ホームビデオ）DVD　深作欣二監督作品。
- 『K2　白き氷河の果てに』（直販あり、海公房）DVD。
- 『名演名作選 初代 二代目 中村吉右衛門の芸（小学館DVD BOOK -シリーズ歌舞伎名演名作選）』（2010年、小学館）朝田富次、中村吉右衛門事務所
- 『原典　平家物語』巻一（2010年、株式会社ハゴロモ）「祇園精舎」朗読（DVD）
- 『鬼平犯科帳シリーズ』（1989年ｰ2017年、松竹）
- 『日本の伝統芸能と和楽器［伝統芸能編］第3巻』[158]（NHKエンタープライズ）『勧進帳』（かんじんちょう）（19分30秒）武蔵坊弁慶：中村吉右衛門 富樫左衛門：中村富十郎 源義経：中村雀右衛門

### 書籍
- 『天才の横顔』（1997年、ベネッセコーポレーション）渡辺保、ほか
- 『21世紀の歌舞伎俳優たち』（2000年、三月書房）上村以和於　「中村吉右衛門―実事の風貌」
- 『良い広告とは何か』（2009年、ファーストプレス）百瀬伸夫　第2章　ネスカフェゴールドブレンド　＜違いがわかる男（ひと）＞広告キャンペーン
- 『二代目 聞き書き 中村吉右衛門』（2009年、毎日新聞社）小玉祥子

### 写真集
- 『中村吉右衛門』（1992年、用美社）稲越功一　1979年から12年あまりの吉右衛門の舞台写真集第1弾。渡辺保「吉右衛門の芸」福田恆存「吉右衛門丈との三十余年」野田秀樹「熱を発する星」
- 『吉右衛門のパレット』（2000年、新潮社）稲越功一　阿川佐和子との対談も収録。1990年から1995年までの舞台写真を収録。第2弾。
- 『去年の夏、突然に』（2002年、中央公論新社）操上和美、山本容子とのコラボ写真集。吉右衛門の写真は見開き1枚のみ。2001年7月、港区海岸で撮影。
- 『播磨屋一九九二〜二〇〇四 中村吉右衛門』（2004年、求龍堂）稲越功一　稲越との対談も収録。第3弾。
- 『“手”をめぐる四百字―文字は人なり、手は人生なり』（2007年、文化出版局）著名人の肉筆原稿の複写を掲載。松貫四「手柄話し」の肉筆稿。
- 『佐高信の百人百話　私が出会ったこの人あの話』（2014年、平凡社）「時代を読む」＋「甘口対談」の内容、「半ズボンをはいた播磨屋」の引用、吉右衛門が鬼平の撮影ロケの合間に（金戒光明寺の黒谷墓地であろうか）ちょんまげ姿のままで墓碑などを見ていたら、修学旅行生の一団に「あの人なんだっけ！」と指を差されて連呼され、「吉右衛門だ」とか「鬼平だ」と言われるかなと期待したら「江戸の人だ」と言われた、と語った逸話を紹介している。（218p-220p）
- 『隈取 大鳥順一郎押隈コレクション』（2016年6月、New York Art）歌舞伎の隈取を形あるものとして遺した「押隈」。昭和から当代随一の歌舞伎俳優らの協力を得て実現した貴重な写真集。
- 『歌舞伎俳優二代目中村吉右衛門-別冊芸談付き』（2018年、小学館）鍋島徳恭　歌舞伎の歴史に残したい播磨屋の芸の集大成　初舞台から70年、播磨屋・中村吉右衛門の記録。別冊の芸談は「中村吉右衛門 舞台に生きる 芸に命を懸けた名優」に再録された。

## WEB掲載記事・書籍（追悼）
- 『NHKニュースウェブ』（2021年12月1日、NHK）歌舞伎俳優で人間国宝の中村吉右衛門さん死去 77歳[159]
- 『毎日新聞』（2021年12月1日、毎日新聞社）中村吉右衛門さん死去　77歳　歌舞伎俳優　文化功労者・人間国宝[160]
- 『日本経済新聞』（2021年12月1日、日本経済新聞社）心で感じ、心で演じた人　中村吉右衛門さん死去[161]
- 『朝日新聞デジタル』（2021年12月2日、朝日新聞社）一代の名優の芸と精神継いだ中村吉右衛門さん　素顔は至って謙虚[162]
- 『スポーツ報知』（2021年12月2日、報知新聞社）死去・中村吉右衛門さん「芸事の鬼、素顔は仏」の二面性…対照的な「役への厳しさ」と「家族への柔和さ」[163]
- 『東スポWeb』（2021年12月2日、東京スポーツ新聞社）人間国宝・中村吉右衛門さんは元祖「スイーツ男子」だった！ 77歳で永眠[164]
- 『早稲田大学サイト　ニューストピック』（2021年12月3日、早稲田大学）芸術功労者 中村吉右衛門氏 ご逝去[165]
- 『日刊スポーツ　コラム舞台雑話』（2021年12月4日、日刊スポーツ新聞社）中村吉右衛門さん　大事な「ばあや」の存在　芸に精進するきっかけに[166]
- 『読売新聞オンライン』（2021年12月4日、読売新聞社）歌舞伎を「我々の真の古典」に…中村吉右衛門さんを悼む　渡辺保[167]
- 『デイリー新潮　エンタメ』（2021年12月7日、新潮社）中村吉右衛門さん逝く　あの愛すべき人柄はどこで形成されたのか[168]
- 『WEB論座』（2021年12月7日、朝日新聞出版）天野道映　中村吉右衛門の歌舞伎は普遍の記憶を呼び覚ました　古典芸能の意味を体現、失われたものの大きさを悲しむ[169]
- 『週刊女性PRIME』（2021年12月7日、文芸社）【秘話】中村吉右衛門さんの娘婿・尾上菊之助が叶えたかった「養子縁組」「復帰公演」[170]
- 『日刊SPA!』（2021年12月11日、扶桑社）「鬼平」役を断った中村吉右衛門さんが、引き受けた理由。その人柄をしのぶ[171]
- 『時事ドットコムニュース』（2021年12月11日、時事通信社）追悼　歌舞伎の未来見詰め続けた「鬼平」人間国宝・中村吉右衛門さん[172]
- 『週刊文春　12月16日号』（2021年12月、文藝春秋）喜んだ池波正太郎の一言　中村吉右衛門　“鬼平秘録”。村井邦彦、篠田正浩、石塚綾子（池波正太郎の姪）、中路豊隆（松竹京都録音技師）、多岐川裕美氏らのインタビュー。
- 『週刊朝日　12月17日号』（2021年12月、朝日新聞出版）さらば鬼平…中村吉右衛門の「男の色気」と「叶わなかった夢」[173]
- 『女性自身　12月21日号』（2021年12月、光文社）中村吉右衛門さん秘蔵写真で追悼「縁の下のモヤシ」だったころ[174]
- 『デイリー新潮　エンタメ　芸能　2021年墓碑銘』（12月31日、新潮社）中村吉右衛門さんの悩み多き道程　「ガス管をくわえたことも」と苦悩を告白[175]
- 『演劇界　2022年2月号』（2022年1月、演劇出版社）追悼　中村吉右衛門さんの思い出　水落潔
- 『音楽現代　2022年2月号』（2022年1月、芸術現代社）追悼アーカイヴ　中村吉右衛門＋黛敏郎（歿後25年）「東洋の心・西洋の心」（音楽現代1971年5月号より再掲）
- 『キネマ旬報 2022年2月下旬号No.1886』（2022年2月、キネマ旬報社）映画人追悼2021　11 中村吉右衛門（ペリー荻野）
- 『映画秘宝　3月号』（2022年1月、双葉社）映画訃報　追悼・中村吉右衛門　櫻井洋三プロデューサーが語る「鬼平犯科帳の世界」「鬼平」ドラマ＆映画について、プロデュース側（松竹）の思い出・裏話。
- 『演劇界　2022年3月号』（2022年2月4日、演劇出版社）追悼”中村吉右衛門ー芸と人を偲ぶ”／当り役撰／吉右衛門丈を偲ぶ／一門が語る、旦那の姿　ほか
- 『悲劇喜劇　2022年3月号』（2022年2月7日、早川書房）追悼　中村吉右衛門　初志を貫き通した俳優人生 小玉祥子
- 『KENSYO　Vol.124（春号）』（2022年4月1日、株式会社セクターエイティエイト）特別企画　追悼　二代目 中村吉右衛門（小玉祥子）世界最古の舞台芸術とも言える能をはじめとする、歌舞伎・文楽の世界へアプローチする専門情報誌。関西にて配布。
- 『家庭画報 9月号』（2022年、世界文化社）二代目　中村吉右衛門への手紙 [176]
- 『続々・歌舞伎日録 2018年から2021年まで』（2022年11月11日発売、Amazonオンデマンド（ペーパーバック））渡辺保著。2018〜2021年の歌舞伎劇評、読売新聞、演劇界に掲載された中村吉右衛門の追悼文。
- 『完本 中村吉右衛門』（2022年12月20日、朝日新聞出版）小玉祥子著。コロナ禍中の未公開ロングインタビューも含めた最晩年を中心に、長年の功績と演劇記者の著者のみが知る魅力的な素顔も織り交ぜた書き下ろし[177]。
- 『文芸春秋　1月号』（2023年、文芸春秋社）岳父・中村吉右衛門の遺訓　五代目尾上菊之助
- 『週刊朝日　2月3日号』（2023年、朝日新聞出版）二代目　中村吉右衛門という役者がいた[178]。没後1年　妻が語る人間国宝の至芸と神髄「80歳で弁慶を演じたいと･･･」（電車中吊り広告見出しより転載）
- 『吉右衛門「現代」に生きた歌舞伎役者』（2023年7月11日、慶應義塾大学出版会）吉右衛門は、戦後における歌舞伎の第三世代の一人であり、その中心的存在であった。本書では、中心であった理由を、歌舞伎の芸の系統（立役、老け役、敵役、舞踊などの役どころ）から徹底的に検証し、吉右衛門の「すご味」を詳らかにしていく。歌舞伎を愛する全ての人へ－。過去・現在・未来へと歌舞伎の道を拓く、著者渾身の歌舞伎論[179]。